# Schraube

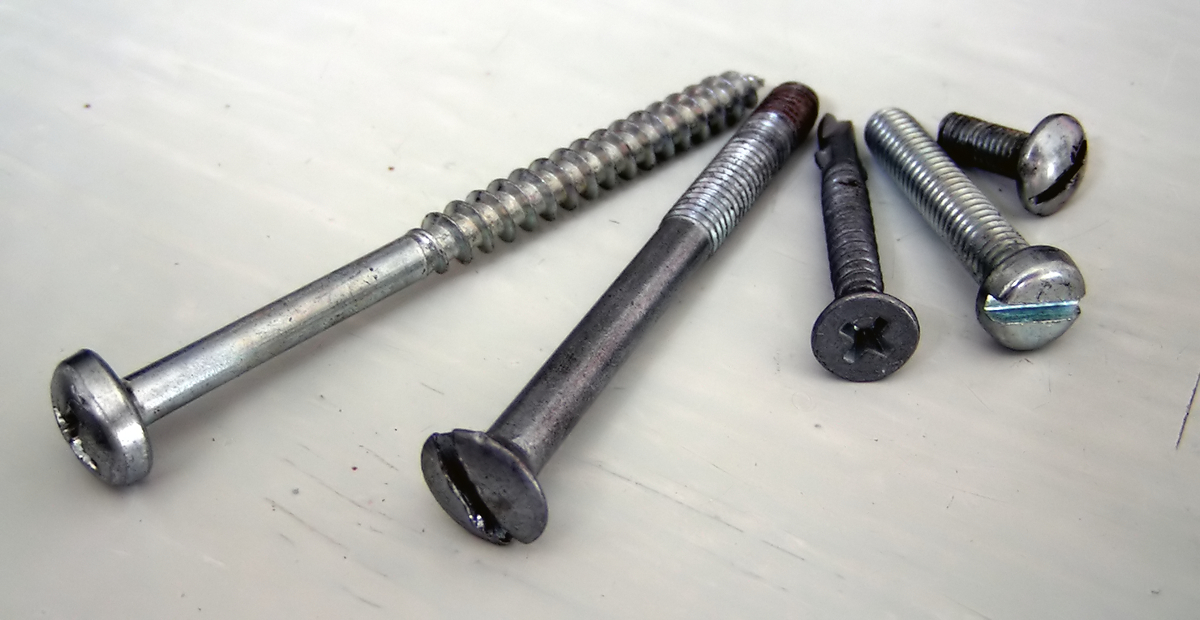
Schrauben mit diversen Köpfen und Gewinden

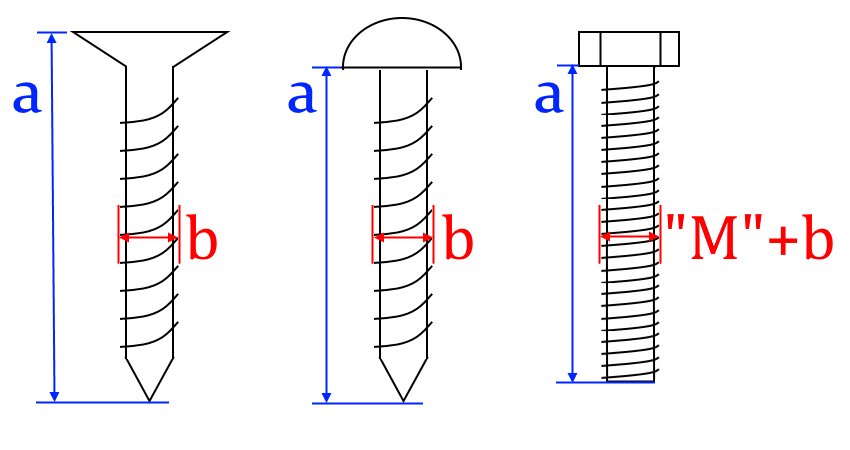
Schraubenabmessungen: (a) Länge in mm, (b) Breite in mm

Eine Schraube ist ein zylindrischer oder leicht kegeliger (konischer) Körper, in dessen Oberfläche ein Gewinde eingeschnitten oder -gewalzt ist. 
Die beiden Hauptgruppen sind selbstschneidende Schrauben (umgangssprachlich „Holzschrauben“: leicht konisch, das Gegengewinde wird beim Eindrehen in das Werkstück aus Holz, Kunststoff, Metall oder Stein geschnitten) und Schrauben mit Regelgewinden (umgangssprachlich „Metall-“ oder „Maschinenschrauben“: zylindrisch, das Gegengewinde wird bereits vor der Verschraubung in das Werkstück, meist Metall oder Kunststoff, geschnitten). Schrauben sind in vielen Formen genormte Maschinenelemente.
Die Grafik zeigt die Bezeichnung der Abmessungen von Schrauben. Die Länge bezieht sich in der Regel auf den Teil der Schraube, der nach dem vollständigen Einschrauben nicht mehr zu sehen ist. Die Breite ist die Breite (Durchmesser) inklusive Gewinde. Bei „Maschinenschrauben“ steht vor der Breitenangabe noch ein „M“.
Eine mit einer Schraube hergestellte Verbindung ist in der Regel reversibel und lösbar. Ausnahmen stellen hier z. B. Schraubenantriebe dar, die nur in Einschraubrichtung einen Kraftschluss ermöglichen (etwa als Manipulationssicherung) – diese können ohne spezielle Werkzeuge (Ausdreher) nicht wieder gelöst werden.

## Geschichte
Im ersten Jahrhundert v. Chr. waren im Mittelmeerraum Spindelpressen aus Holz zum Auspressen von Öl- und Weinfrüchten bekannt. Diese Pressen geben eine frühe Auskunft von der Umwandlung einer Drehbewegung zwischen Schraube und Mutter in eine Längsbewegung zwischen beiden und den ältesten Hinweis auf die Kraftverstärkung (Keilwirkung zwischen den Gewindegängen; Prinzip der schiefen Ebene) mittels Schraube (und Mutter).
Erste Metallschrauben wurden vereinzelt in der römischen Antike angefertigt, wie beispielsweise die Nadelhalter an mehreren Zwiebelknopffibeln aus dem 4. Jahrhundert, die als von den Römischen Kaisern vergebene prunkvolle Rangabzeichen nicht nur aus wertvollen Metallen, sondern auch technisch besonders aufwändig gestaltet waren. Ebenso wurden zu Beginn des 15. Jahrhunderts Metallschrauben in Europa gefertigt, die sich aber wegen ihres hohen Preises ebenfalls nicht allgemein durchsetzen konnten. Erst die Industrialisierung im 18. Jahrhundert ermöglichte die preiswerte und massenhafte Herstellung und weite Verbreitung von Schrauben. Nachfolgend eine Zeittafel der neuzeitlichen Errungenschaften:
- 1770: Der englische Werkzeugmacher Jesse Ramsden (1735–1800) baut die erste zufriedenstellende Drehmaschine.
- 1797: Der britische Ingenieur Henry Maudslay (1771–1831) lässt sich eine Gewindeschneidmaschine patentieren.
- 1798: Der Amerikaner David Wilkinson lässt sich eine ähnliche Maschine in den USA patentieren.
- ab 1800: Herstellung und Verwendung von Handschraubenziehern.
- um 1841 führte Joseph Whitworth in Großbritannien die Norm mit einer Flanke von 55° ein, den späteren Whitworth-Gewinde.
- um 1864 entstand auf Vorschlag von William Sellers eine Gewindenorm mit 60° in den USA als US Standard.
- um die gleiche Zeit gab es abweichende Normen und Flankenwinkel in Deutschland, in Frankreich und in der Schweiz.
- 1908: Der Kanadier Peter Lymburner Robertson (1879–1951) führt den Schraubenkopf mit Innenvierkant „Robertson-Schraube“ ein, der in den Vereinigten Staaten von Amerika zum Standard wird.
- 1930er: Der Amerikaner Henry F. Phillips kauft die Phillipsschraubenpatente von John P. Thompson, Portland, Oregon, für einen Kreuzschlitz-Schraubenkopf und Schraubenzieher (patentiert 1933).[2][3]

## Typologien
Schrauben ohne Kopf besitzen keine Verdickung am Ende, die als Antrieb dienen kann. Gewindestangen als Meterware können beliebig abgelängt werden und werden dann auch als Gewindestift oder Gewindebolzen bezeichnet. Stockschrauben sind Gewindestangen, die sowohl ein feines (Maschinen-)Gewinde, als auch ein grobes (Holz-)Gewinde auf der gegenüberliegenden Seite besitzen. 
Bei Schaftschrauben (Schrauben mit Teilgewinde) ist nur ein Teil des Schafts mit einem Gewinde versehen. An einem ihrer Enden (bei der Schaftschraube am gewindefreien Ende) befindet sich in der Regel ein Schraubenkopf. Über das »Kinn« des Schraubenkopfes (die untere Ringfläche) erfolgt die Kraftübertragung auf das zu befestigende Bauteil. An einem Ende der Schraube (bei der Kopfschraube am Kopf) befindet sich der sogenannte Drehantrieb. Dieser besitzt eine passende Kontur für den Formschluss mit dem Werkzeug, meist ein Schraubenzieher, ein Schraubenschlüssel oder auch Bit, mit dem die Schraube ein- und ausgedreht werden kann. Nebst dessen existieren auch Schrauben, die per Hand gedreht werden und am Kopf über eine Rändelung, Flügel oder einen Sterngriff oder vergleichbares (vgl. Blattschraube) verfügen.
Schrauben unterscheiden sich unter anderem durch das Gewinde und ihre Anwendung.
- Metall- oder Maschinenschrauben: Schaft und Kontur des Gewindes sind in der Regel zylindrisch, haben also einen gleichbleibenden Durchmesser. Sie benötigen zum Einschrauben ein passendes Gegengewinde, etwa in einer Mutter oder einer Gewindebohrung. Die zum Halten des Werkstücks nutzbare Länge wird als Klemmlänge bezeichnet.
- Selbstformende / -schneidende Schrauben
  - Holzschrauben und Spanplattenschrauben tragen ein grobes Spitzgewinde, das sich zu einer Spitze verjüngt oder in einem Bohrkopf endet. Moderne Holz- und Spanplattenschrauben haben ebenso wie manche Kunststoffschrauben sowie Trockenbauschrauben zum Einschrauben in Gips ein tief eingeschnittenes Spitzgewinde mit großer Steigung. Schrauben, die zum Einschrauben in vorgebohrte Löcher gedacht sind, werden auch ohne Spitze angeboten.
  - Blechtreibschrauben sowie Trockenbauschrauben zum Einschrauben in Trockenbauprofile besitzen ein feines Spitzgewinde, das sich ebenfalls zu einer Spitze verjüngt oder in einem Bohrkopf endet. Sie formen in Blech ihr Gegengewinde selbst. Auch spitz endende Schrauben können dünnes Blech selbsttätig durchstoßen.
  - Selbstformende Schrauben für Metall besitzen einen leicht konischen Gewindeansatz, häufig mit einem leicht dreikantigem Querschnitt. Sie drücken ihr eigenes Gegengewinde beim Einschrauben in Löcher weicher Metalle wie Aluminiumguss.
  - Selbstschneidende Schrauben haben Nuten über einen Teil ihrer Länge und können ihr Gegengewinde beim Eindrehen in Metall selber spanend schneiden.

### Schraubenkopfformen
Die Kopfform wird nach folgenden Kriterien unterschieden:
- Rand: rund, vielkantig (meistens sechs-, seltener vierkantig) oder gerändelt (sehr selten: Rändelkopf) – siehe Abbildungen 1 bis 4
- Oberseite, Rand und Unterseite im Schnitt
  - Oberseite: eben, eben-gerundet, kugelig (maximal halbkugelig), kegelig – siehe Abbildungen 5 bis 7
  - Rand: meistens zylindrisch, seltener schwach konisch – siehe Abbildungen 8 und 9
  - Unterseite: meistens flach, häufig kegelig (Senkkopf) – siehe Abbildungen 10 und 11
- Kopfhöhe
- Außenmaß (-durchmesser)

In der Regel sind mehrere dieser Form-Kriterien für einen bestimmten Schraubenkopf anzuwenden. Beispielsweise hat der Kopf einer Linsensenkkopfschraube (Abbildung 12) üblicherweise eine flachkugelige Oberseite und eine kegelige Unterseite. Es gibt auch Fälle mit mehreren Formen nur eines Kriteriums. Der Schraubenkopf in Abbildung 13 hat zwei Randformen: Im unteren Teil ist er zylindrisch, im oberen Teil sechskantig. In der Oberseite des Kopfes befindet sich i. d. R. (außer bei Sechskantschrauben u. ä.) eine Aussparung für den Drehantrieb (siehe unten), was die Zahl seiner Erscheinungsformen weiter vergrößert.

Rand des Schraubenkopfes
1. rund
2. sechskantig
3. vierkantig
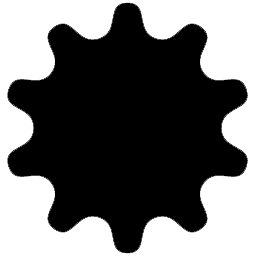
4. rund, gerändelt

Oberseite des Schraubenkopfes
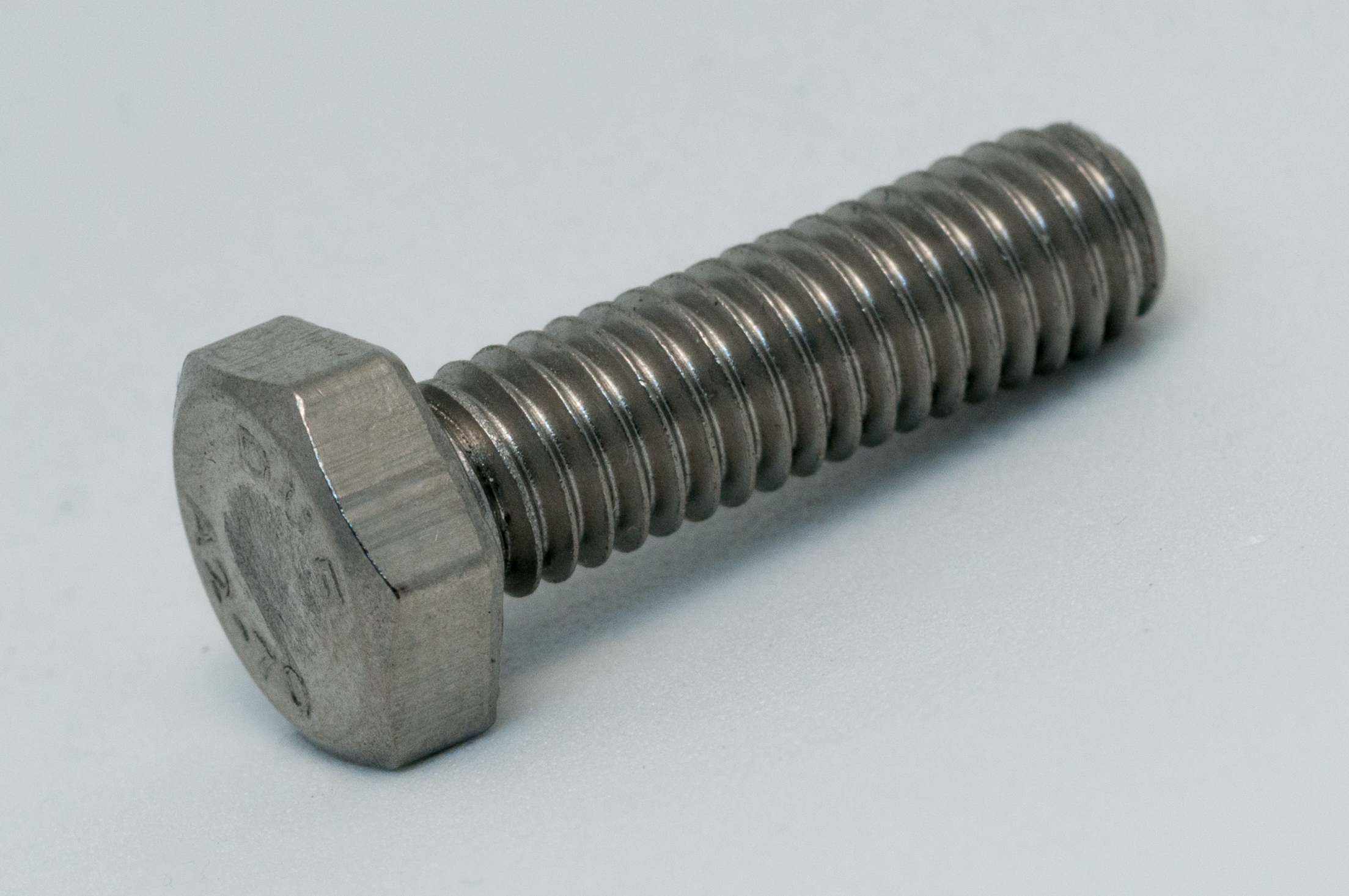
5. ebene Oberseite
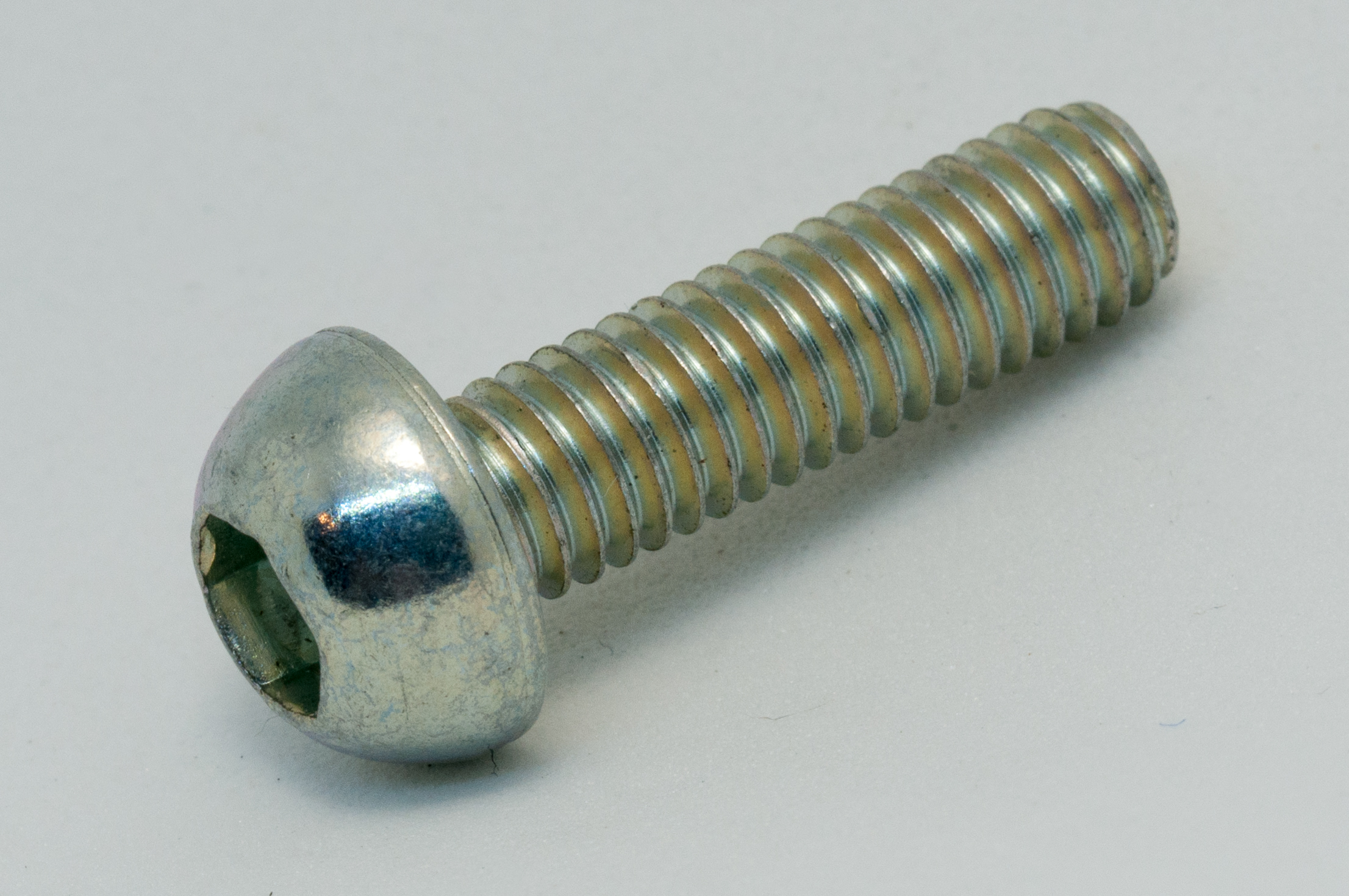
6. halbkugelige Oberseite
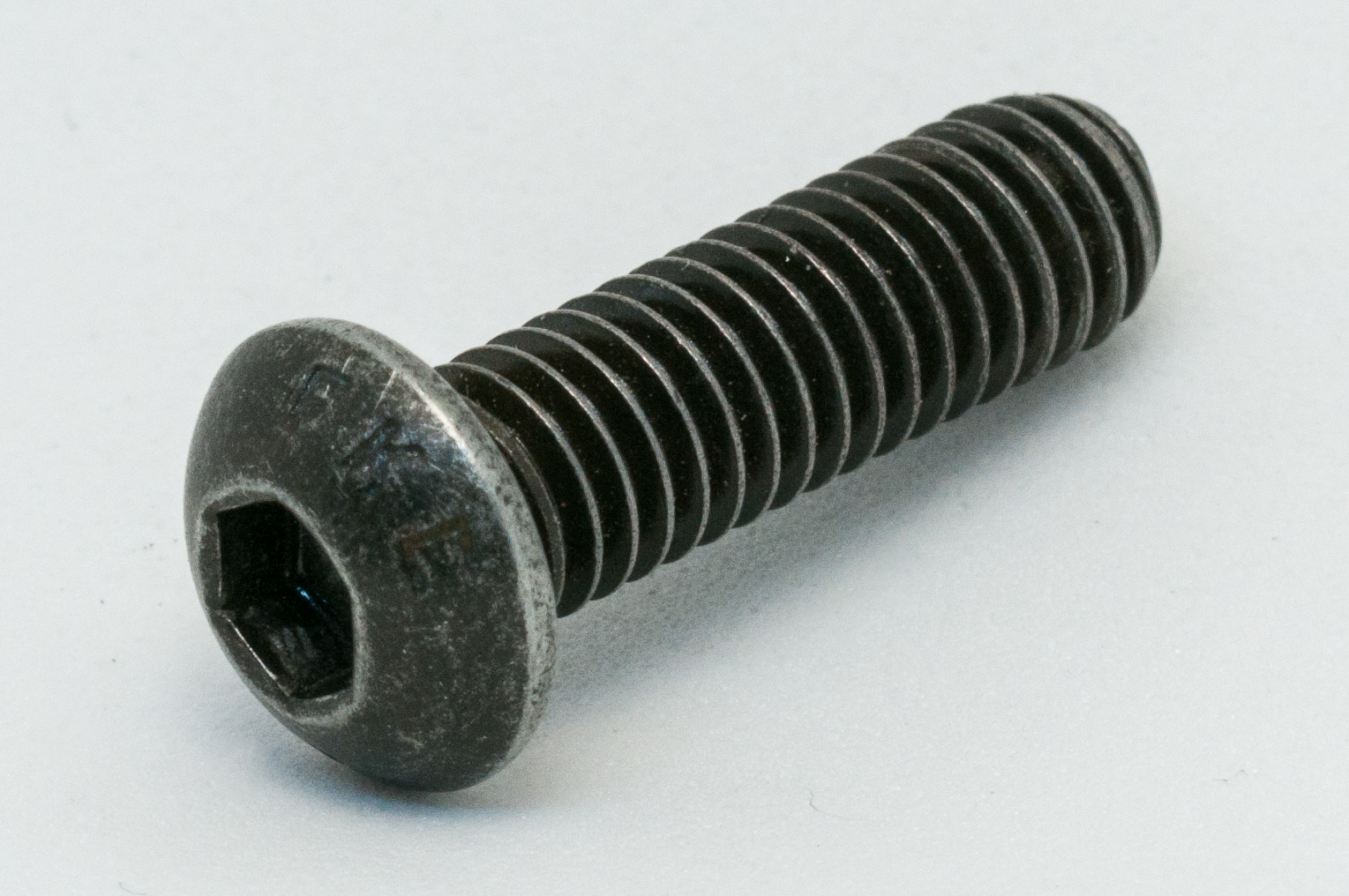
7. flach-kugelige (linsenförmige) Oberseite
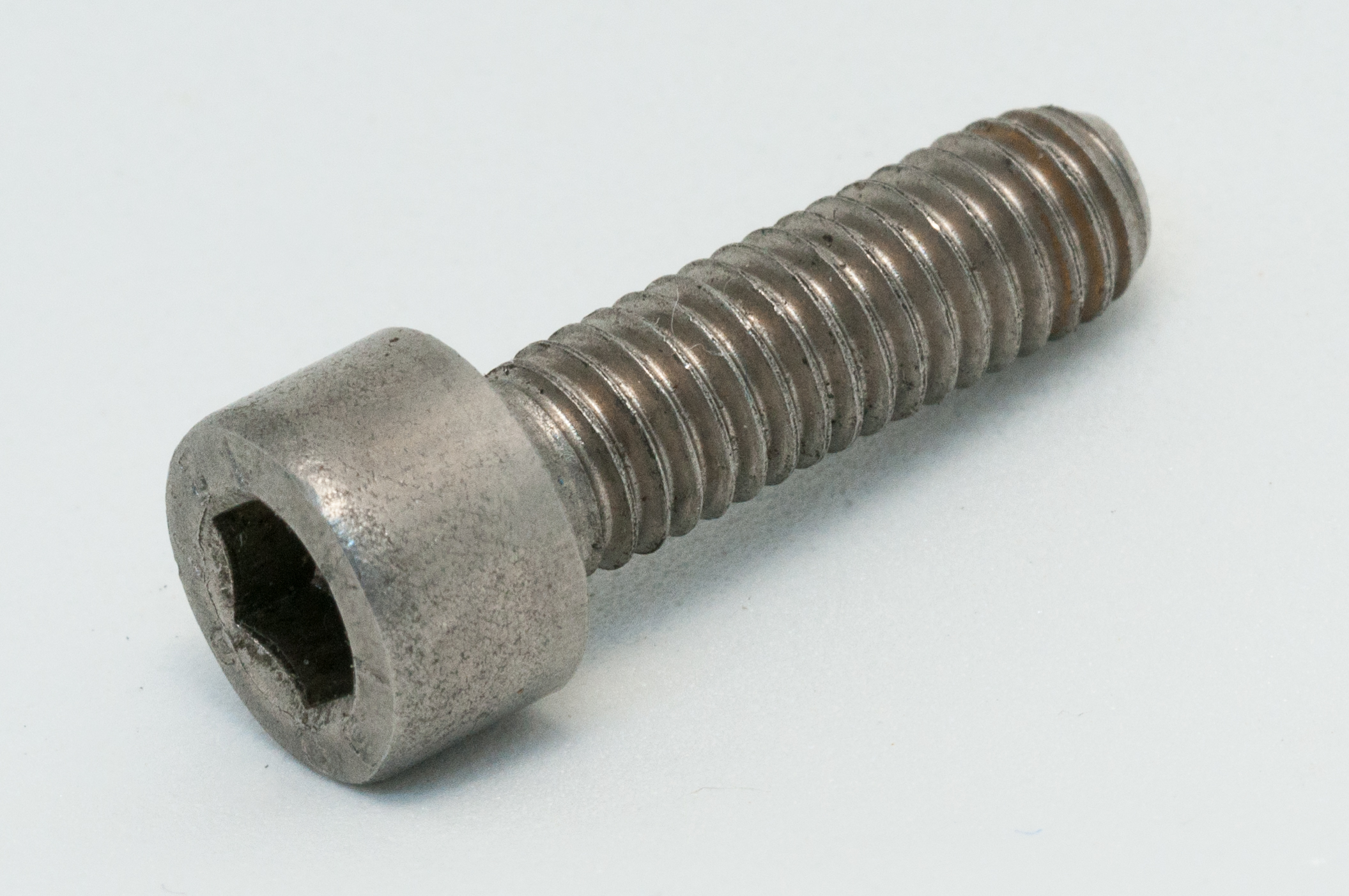
8. zylindrischer Rand
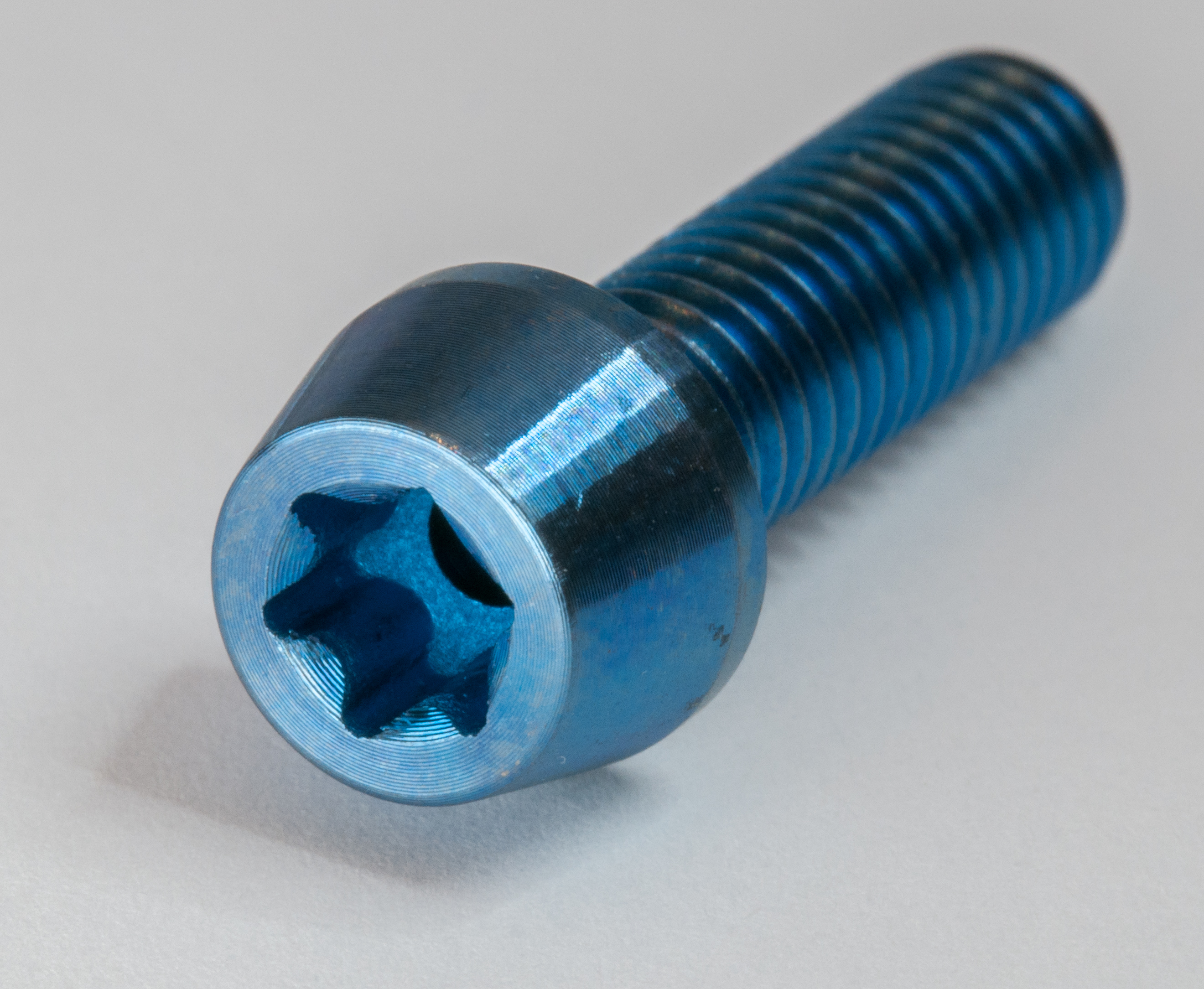
9. kegeliger Rand

Unterseite des Schraubenkopfes
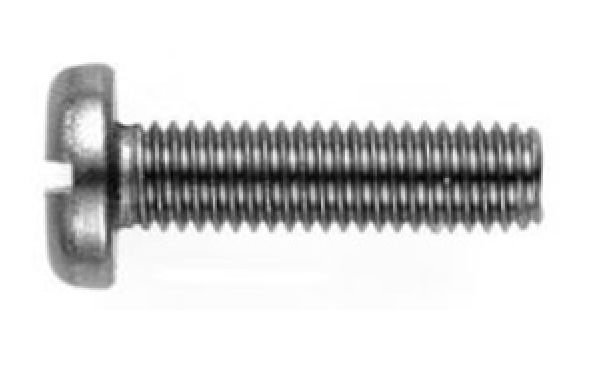
10. Panhead-Schraubenkopf, auch Flachkopf genannt, mit flacher Unterseite
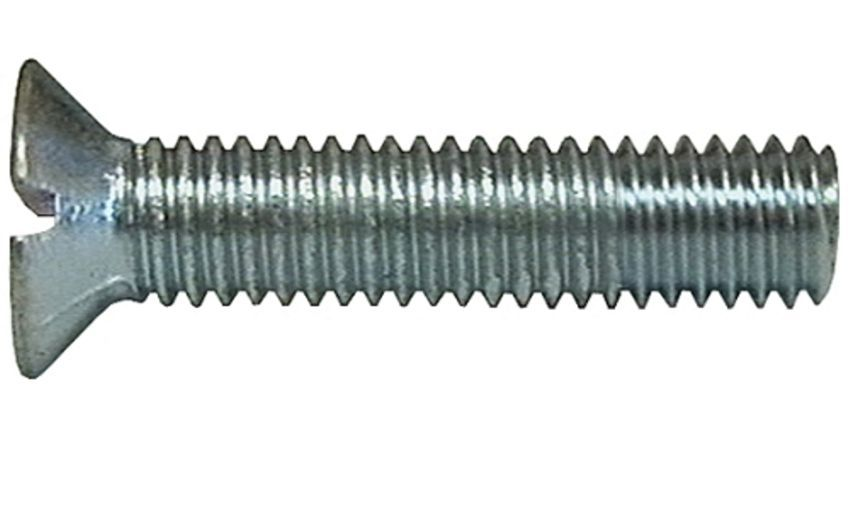
11. Senkkopfschraube mit kegeliger Unterseite
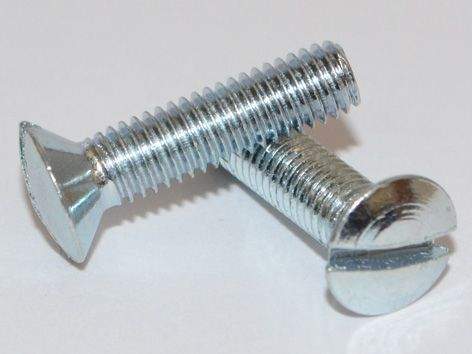
12. Linsensenkkopf
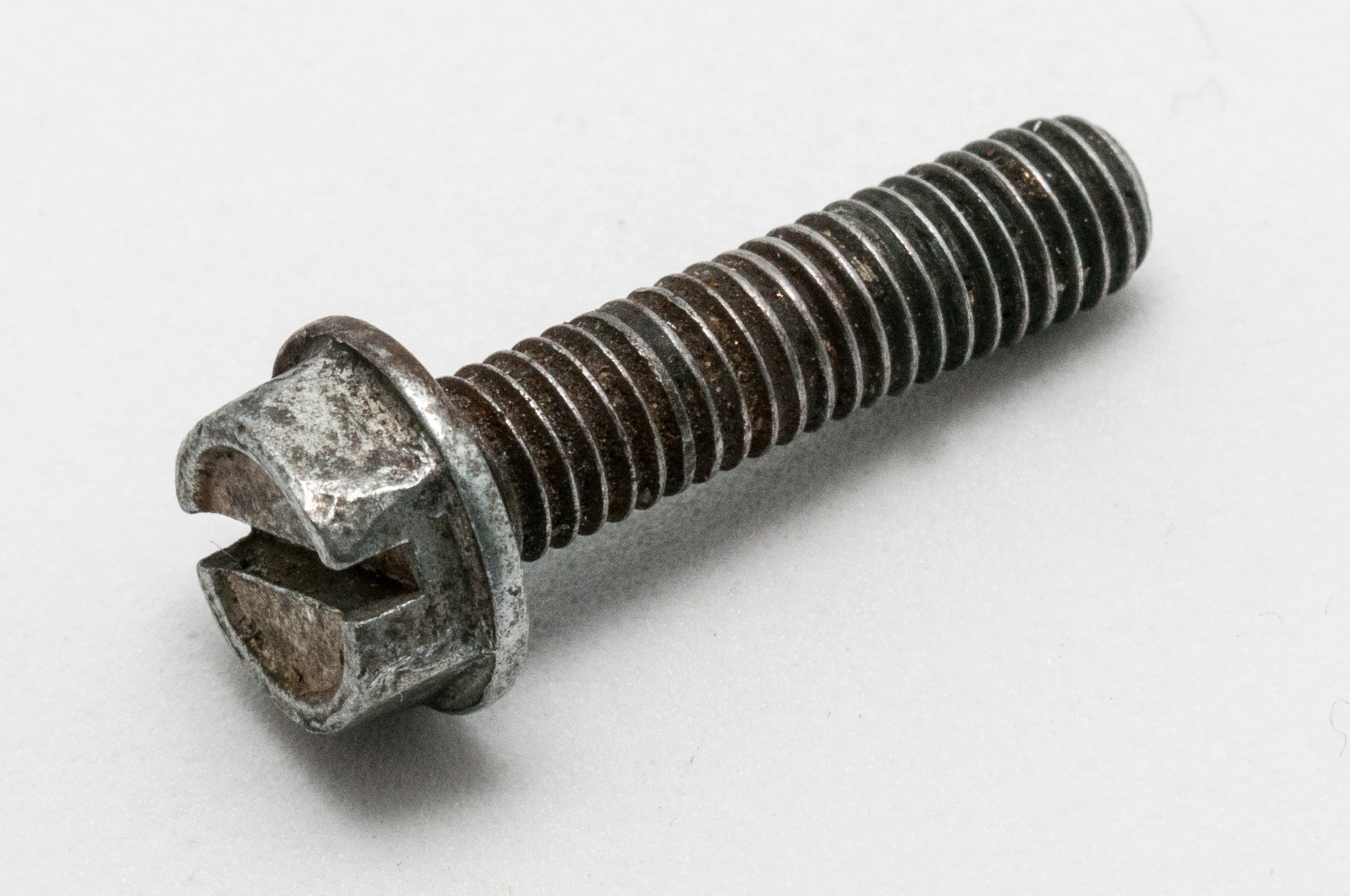
13. Sechskant-Kopf mit zylindrischem Flansch und meist einer Unterkopfverzahnung, teilweise als Scheibenkopf,[4] Sperrzahnschraube, Rippschraube oder Rahmenschraube bezeichnet.

### Schraubenkopfantriebe
Die häufigsten Profile am Schraubenkopf zum Ansatz eines Schraubenziehers oder Schraubenschlüssels sind:
- Schlitzkopf
- Außensechskant
- Außenvierkant
  - Quadrat
  - Rechteck
- Innensechskant (Inbus)
- Innensechsrund (Torx); bei Torx Plus Security mit fünf anstatt sechs Spitzen
- Innenvielzahn (XZN)
- Innenvierkant (Robertson, verbreitet in Nordamerika und im Lüftungsbau)
- Kreuzschlitz (Phillips und Pozidriv)

## Länge
Die Längenangabe bei Schrauben bezieht sich in der Regel auf den Teil der Schraube, der nach dem vollständigen Einschrauben nicht mehr zu sehen ist. Dies ist also die Länge des Gewindes zuzüglich des eventuell gewindelosen Teils des Schafts sowie des eventuell konischen Übergangs zum Schraubenkopf. Bei Schrauben mit Senkkopf wird die Länge ab der Oberseite des Kopfes gemessen.
Die benötigte Länge ergibt sich aus der vorgesehenen Einschraubtiefe im Grundmaterial bzw. der Höhe einer Standardmutter zuzüglich der Stärke der zu befestigenden Bauteile. Die Länge einer Schraube wird meist in Millimetern angegeben.

## Material der Schrauben

### Metalle, Kunststoffe, Holz
Schrauben werden meist aus Stahl gefertigt. Weitere Werkstoffe sind Titan, Aluminium, Messing, Kunststoff und historisch sowie für Kinderbaukästen auch Holz.
Stahlschrauben erhalten heute meist eine Korrosionsschutz-Beschichtung. In besonders korrosiven Umgebungen werden Messing-, Edelstahl- oder bei geringer Belastung auch Kunststoffschrauben eingesetzt.
In Frage kommen grundsätzlich folgende Materialien:
- Stahl, von einfachem Baustahl bis zu rostfreiem Edelstahl
- Legierungen wie Messing und andere Buntmetalllegierungen
- Nichteisenmetalle wie Kupfer, Titan, Aluminium (z. B. in Verbindung mit Magnesiumbauteilen)
- Kunststoff
- Verbundwerkstoff (Faserverbundmaterialien)
- Holz, heute meist nur noch zu dekorativen Zwecken

### Korrosionsschutz

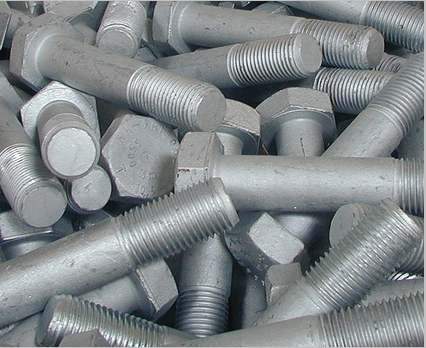
Durch Stückverzinkung vor Korrosion geschützte Schrauben

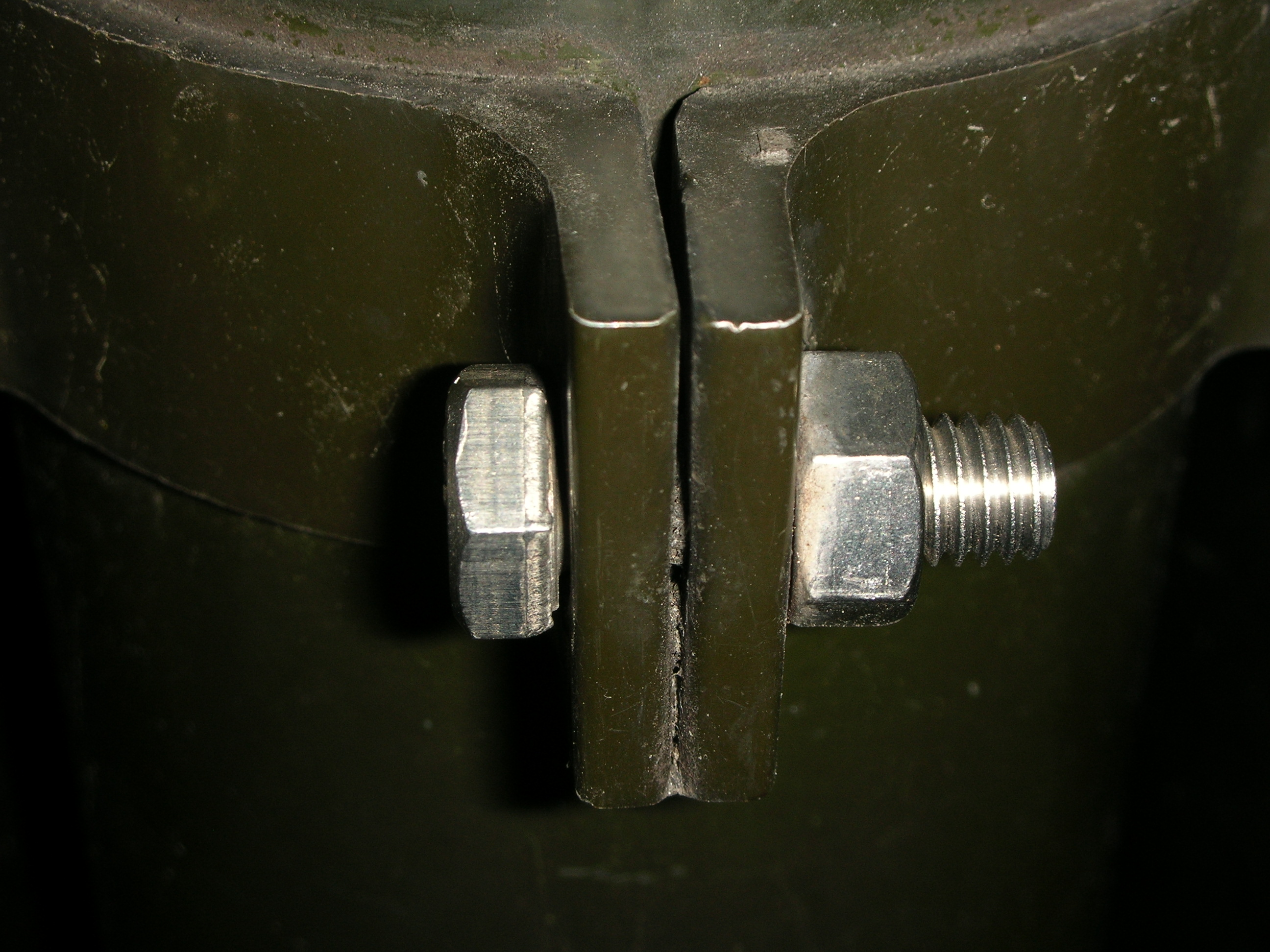
Rostfreie Schraube an einem Pfosten im Außenbereich

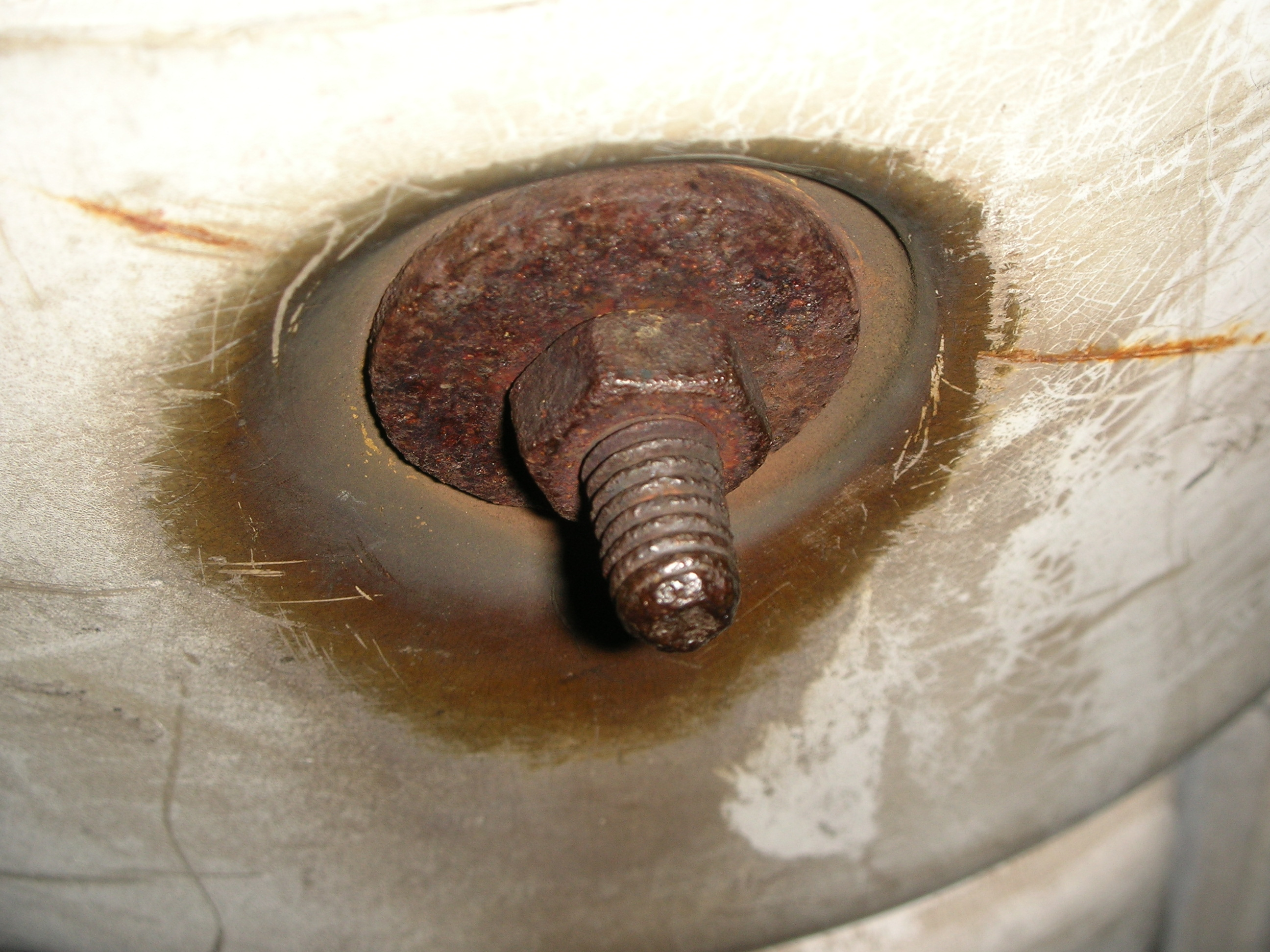
Durch Witterungseinfluss korrodierte Schraubverbindung an einer Straßenlampe

Korrosionsarme bzw. rostfreie Schrauben bestehen aus nichtrostendem Stahl, Nickellegierungen, Kupferlegierungen (Messing), Kunststoffen, gelegentlich Aluminium, Titan oder neuerdings auch aus kohlenstofffaserverstärktem Kunststoff („Carbon“).
Einfache Stahlschrauben dagegen benötigen eine Schutzbeschichtung, wenn sie nicht unter korrosionsfreien oder -armen Bedingungen verwendet werden. Mögliche Verfahren der Oberflächenbehandlung sind:
- Brünierung (geschwärzte Schrauben), dabei wird eine dünne, festanhaftende dunkelbraune bis schwarze Oxidschicht (Eisenoxiduloxid – Fe3O4) durch Tauchen in eine erhitzte, stark alkalische Salzlösung erzeugt. Norm dazu: DIN 50938. Der erzielte Korrosionsschutz ist schwach, er dient eher optischen Gründen.
- Phosphatierung, dabei wird auf der Oberfläche chemisch oder elektrochemisch eine Phosphatschicht erzeugt. Schwacher Korrosionsschutz, vorwiegend bei Anforderungen an die Haftfähigkeit z. B. von Putz verwendet (z. B. Schnellbauschrauben-Trockenbau) bzw. im Automobilbau für Motorschrauben, die ohnehin keiner Korrosion ausgesetzt sind wie z. B. Pleuel- und Zylinderkopfschrauben. Vorteilhaft werden dabei die gute Einstellbarkeit der Reibungszahlen sowie die hohe Belastungsfähigkeit der Phosphatschicht ausgenutzt. Norm hierzu: EN 12476
- Stückverzinkung: Stückverzinkte Schrauben („tZn“) gemäß der Norm EN ISO 10684 werden in den Größen M8 bis M64 hergestellt. Sie besitzen eine mittlere Mindestzinkschichtdicke von 50 Mikrometer und kommen in der Regel im Stahl- und Metallbau zum Einsatz. Stückverzinkte Schrauben sind auch bei Außeneinsatz für Jahrzehnte vor Korrosion geschützt.
- Galvanische Verzinkung: Galvanisch verzinkte Schrauben („galZn“) gemäß EN ISO 4042 und EN ISO 2081 sind sehr verbreitet und z. B. in Baumärkten erhältlich. Ihre handelsübliche Zinkschichtdicke beträgt 5 Mikrometer. Aus diesem Grund sind galvanisch verzinkte Schrauben nur für temporäre Einsätze im Außenbereich geeignet.
- Chromatierung gemäß EN ISO 4520, EN ISO 4042). Üblich sind u. a. gelb und schwarz chromatierte Verbindungselemente, die beide sechswertiges Chrom enthalten, dessen Verwendung wegen der Gesundheitsgefahr rückläufig ist. Eine mögliche Alternative sind blau passivierte Schrauben.[5]
- Passivieren
- Verzinnen, um eine gute Weichlot-Oberfläche herzustellen (Elektroindustrie)
- Kadmierung (aus Umweltschutzgründen eingestellt) (Norm hierzu: EN ISO 2082)
- Zinklamellenüberzug: frei von sechswertigem Chrom (Cr-VI) bei hoher Korrosionsbeständigkeit herstellbar, keine Wasserstoffversprödung (Norm hierzu: EN ISO 10683, VDA 235-104)
- Zink-Nickel-Beschichtung: Cr-VI-frei, Reibwert einstellbar, temperaturbeständig bis 300 °C, höchster Korrosionsschutz (>1000 h nach EN ISO 9227), zugelassen in der Automobilindustrie (s. EN ISO 4042, VDA 235-104)
- Sherardisieren: In Europa wenig bekanntes Diffusions-Verzinkungsverfahren, Korrosionsbeständigkeit ist vergleichbar mit dem der Feuerverzinkung, gute Haftung.
- Lediglich vernickelte oder vermessingte Schrauben bieten keinen erhöhten Korrosionsschutz.[6]

Untersuchungen haben ergeben, dass Korrosionsschutzschichten, die sechswertiges Chrom enthalten – z. B. chromatierte und galvanisch verzinkte Schichten – krebserregend sein können. Der EU-Altauto-Verordnung 2000/53/EG entsprechend müssen daher alle Neufahrzeuge ab dem 1. Juli 2007 frei von sechswertigem Chrom (Cr-VI) sein. Daher werden immer mehr Beschichtungen zum Beispiel auf den Zinklamellenüberzug umgestellt. Neben dem Automobilsektor ist davon z. B. auch die Elektronikindustrie betroffen, die ebenfalls auf Cr-VI-freie Verfahren umstellen muss (siehe RoHS-Richtlinie).
Die Korrosionsbeständigkeit von Beschichtungen wird häufig mit dem Salzsprühtest geprüft. Bei diesem Kurzzeittest werden beschichtete Teile (z. B. Schrauben) in einer Prüfkammer über eine definierte Stundenzahl einem ständigen Salznebel ausgesetzt. Bei der Bewertung der Ergebnisse von Salzsprühprüfungen ist zu berücksichtigen, dass diese selten mit dem Verhalten in natürlichen Umgebungen übereinstimmen.
Weitere Oberflächenbehandlungen, die neben dem Korrosionsschutz auch zur Dekoration oder der besseren elektrischen Kontaktgabe dienen, sind das Versilbern, das Verkupfern, die Messingbeschichtung, das Verchromen, das Vernickeln und das Vergolden.

## Herstellung

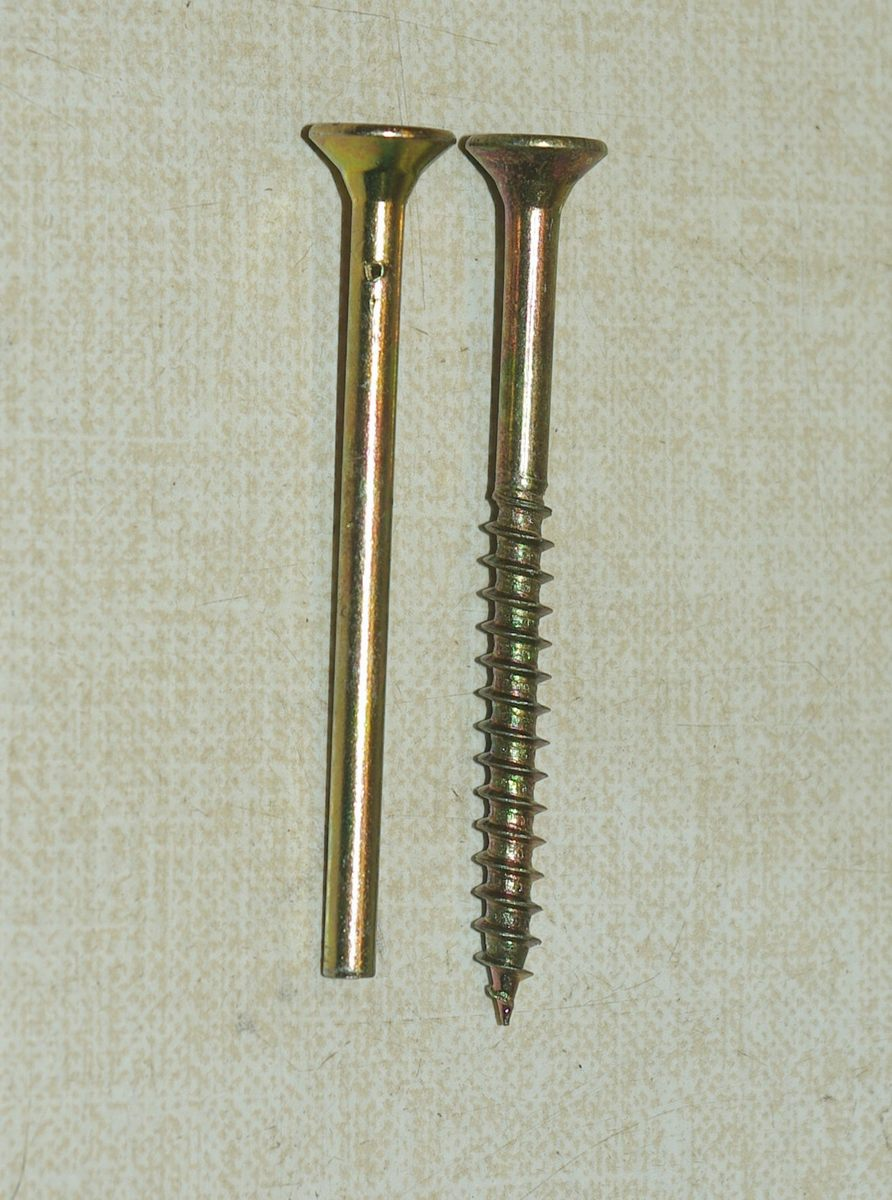
Links der Rohling einer Spanplattenschraube, der aufgrund eines Produktionsfehlers zwar chromatiert, aber zuvor nicht mit einem Gewinde versehen wurde

Für die Produktion von Kopfschrauben gibt es heute hauptsächlich zwei Herstellverfahren:
- Das Kaltfließpressverfahren auf einer mehrstufigen Presse für große Stückzahlen und Durchmesser bis zurzeit maximal M 36. Das Ausgangsmaterial wird als Draht auf Spulen aufgewickelt angeliefert und in den vorgeschalteten Anlagen abgewickelt und gerichtet. Moderne Kaltfließpressen arbeiten mehrstufig, d. h. in einem Hub werden mehrere Arbeitsschritte hintereinander durchgeführt, beispielsweise Rohling abscheren, Sechskantkopf vorformen, fertigstauchen, abgraten und Gewindeteil reduzieren. Im nachfolgenden Prozess wird das Gewinde mit einer Gewindewalzmaschine spanlos, durch Einwalzen der Gewinderille in die Oberfläche des Schraubenschafts, hergestellt (siehe nebenstehende Abbildung). Presse und Walzmaschine bilden in der Regel eine Einheit, den sogenannten „Boltmaker“. Abhängig von Durchmesser und Länge der Schrauben erreichen solche Anlagen Produktionszahlen von mehr als 300 Stück pro Minute.
- Das Warmpressverfahren Schmieden auf einer Schmiedepresse für kleine bis mittlere Stückzahlen und Durchmesser bis M 200. Ausgangsmaterial ist Rundmaterial in Stangenform. Nach dem Ablängen werden die Rohlinge ganz oder partiell auf Schmiedetemperatur – abhängig vom Werkstoff bis zu 1250 °C – erwärmt und in einer Presse vorgeformt. Die Fertigstellung wird in der Regel zerspanend durch CNC-Drehen und Gewindeschneiden vorgenommen. Schrauben mit höherer Festigkeit im Gewinde werden nach dem Schmieden der Rohform spanlos auf einer Gewinderollmaschine fertig hergestellt.

Kleinere Stückzahlen von Schrauben und Muttern werden auf Drehmaschinen meist aus Stangenmaterial gedreht. Das Gewinde kann dabei geschnitten oder gerollt werden. Bei kleinen Durchmessern werden die Innengewinde mit Hilfe von Gewindebohrern und die Außengewinde mit Schneideisen hergestellt. Diese beiden Werkzeuge mit mehreren gleichzeitig schneidenden Schneiden werden auch für die Herstellung kleinerer Gewindedurchmesser von Hand gebraucht. Für große Durchmesser oder Spezialgewinde wird ein Gewindedrehmeißel verwendet.

## Montage (Anziehverfahren)

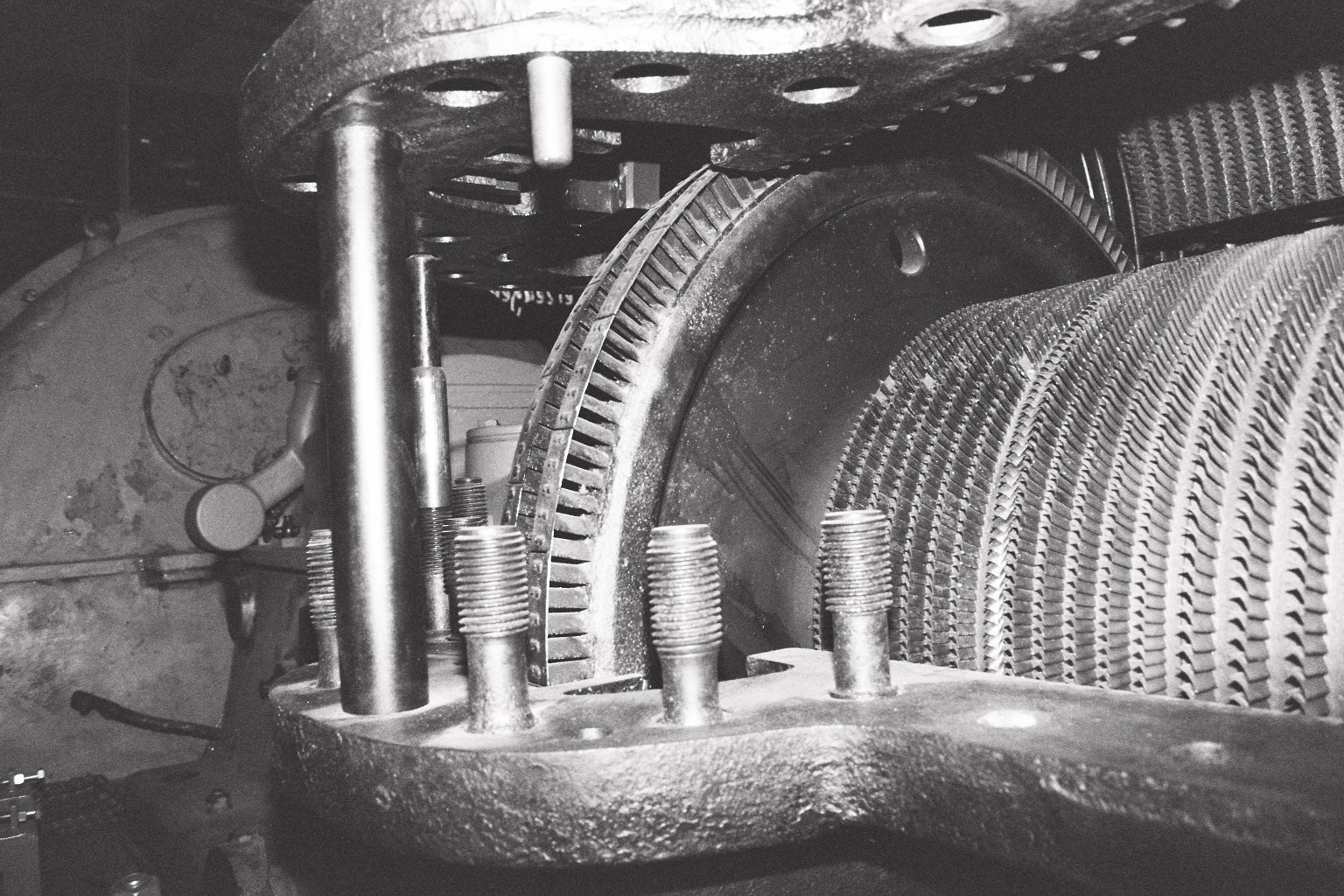
Stiftschrauben am geöffneten Gehäuse einer Dampfturbine

Es gibt Schrauben mit weniger als einem halben Millimeter Durchmesser für Uhrwerke und auch mannshohe, schenkeldicke Verbindungselemente an Großmaschinen und Bauwerken.
Schraubverbindungen sind lösbar, sie begünstigen die Wiederverwertung von Geräten, Maschinen und Anlagen. Sie erleichtern Reparaturen, Umbauten und das Demontieren ausgedienter Geräte zum sortenreinen Trennen der Komponenten, um sie gegebenenfalls wiederzuverwenden. Dem steht entgegen, dass Gerätehersteller mehr und mehr die Lösbarkeit und damit zum Beispiel Reparaturen absichtlich erschweren, um diese Werkstätten vorzubehalten. Es werden zum Beispiel ausgefallene Schraubenköpfe gewählt, für die Anschluss-Werkzeug vom Hersteller der Baugruppe nur an Vertragswerkstätten geliefert wird.
Die Schraubenköpfe sind mit einer Anschlussgeometrie, dem Antriebsprofil (z. B. Schlitz, Sechskant u. a.) zum Kontakt mit dem Abtriebsprofil eines Montagewerkzeug (Schraubenzieher, Schraubenschlüssel) versehen, mit dem das Anzugsdrehmoment übertragen wird. Um gezielt einen bestimmten Wert des Anzugsdrehmoments zu erzeugen, wird ein Drehmomentschlüssel verwendet. Der optimale Wert ist besonders bei Dehnschraubenverbindungen erforderlich. Auch die Schrauben zur Befestigung einer Autofelge aus Stahl werden mittels Drehmomentschlüssel mit einem bestimmten Drehmoment angezogen. Die Radschrauben sind keine Dehnschrauben, aber die Umgebungen der Felgenlöcher geben elastisch nach, so dass selbstsichernde Schraubenverbindungen gleich wie mit Dehnschrauben entstehen. Eine zusätzliche Sicherung gegen Lösen besteht durch die Reibungskräfte zwischen Schraube und Felge, die infolge der Kegelform der Kontaktfläche vergrößert sind.
In der Industrie werden verschiedene Montageverfahren angewendet:
- drehmomentgesteuertes Anziehen, z. B. mit elektrischem Drehmomentschlüssel
- Drehmoment-drehwinkelgesteuertes Anziehen, z. B. mit Drehmomentdrehwinkelschlüssel
- streckgrenzengesteuertes Anziehen, z. B. mit Drehmomentdrehwinkelschlüssel
- hydraulisches Vorspannen

Die Schraube sollte so angezogen werden, dass die zu übertragende Betriebskraft (z. B. die Antriebs- oder Bremsmomente einer Radverschraubung) über die Reibung in der Verbindung sicher übertragen werden können. Ist das nicht der Fall und die Schraube wird Scherkräften ausgesetzt, besteht die Gefahr des selbsttätigen Losdrehens oder des Schraubenbruchs.
Die VDI-Richtlinie VDI 2230-1 „Systematische Berechnung hochbeanspruchter Schraubenverbindungen – Zylindrische Einschraubenverbindungen“ behandelt die Berechnung und Auslegung von Schraubenverbindungen. Im Rahmen des Nachweises werden insgesamt 13 Berechnungsschritte durchgeführt, um sicherzustellen, dass die auftretenden Kräfte von der Schraubenverbindung sowie den verspannten Teilen aufgenommen werden können. Die Richtlinie VDI 2230 geht davon aus, dass Querkräfte im Montagezustand durch den Reibkontakt der verspannten Teile übertragen werden, wodurch die Verbindung hauptsächlich Biegemomenten und Zugkräften ausgesetzt ist.
Metallische Gewindeverbindungen ohne vorgegebenes Anzugsmoment sollten in korrosiver Umgebung durch Fett, Montagepaste, Schraubensicherung- oder Dichtungsmittel geschützt werden, um das spätere Lösen der Verbindung zu erleichtern. Ist das Anzugsmoment vom Hersteller vorgegeben, so kann das durch die Schmierung erleichterte Eindrehen der Schraube zur Überdehnung des Gewindes führen. Hier sollte der Vorgabe des Herstellers gefolgt oder gegebenenfalls eine spezielle, nichtschmierende Montagepaste verwendet werden.
Der Auftrag von Seife, zur Not auch Wachs, auf das Gewinde von Holzschrauben erleichtert das Eindrehen und kann das Abscheren der Schraube bei Überlastung verhindern; Öl oder Fett ist bei Holz ungeeignet, da dieses bei eventuell nachfolgender Oberflächenbehandlung die Haftung der Oberflächenschutzschicht verhindern kann. Verschraubungen an Rohren oder Behältern für reinen Sauerstoff dürfen nicht gefettet werden, da der Sauerstoff zur Selbstentzündung des Fettes führen kann.
Idealerweise bestehen die Hauptelemente einer Schraubverbindung aus Materialien mit gleichem thermischen Ausdehnungskoeffizienten, um eine mechanische Wechselbelastung infolge von Temperaturschwankungen zu vermeiden.
Für leichtgewichtige Verbindungen mit geringem Raumbedarf werden anstelle von Schrauben auch Niete verwendet.
Bei sehr großen Schrauben ist das Anziehen mittels Drehmomentschlüssel kaum mehr möglich, so dass bspw. thermische Verfahren zum Einsatz kommen. Dabei wird die Schraube im erwärmten Zustand in das Durchgangsloch der zu verbindenden Bauteile eingeführt und die Mutter bis zur Anlage aufgeschraubt. Beim Erkalten zieht sich die Schraube zusammen und erzeugt so die gewünschte Vorspannkraft.

### Von Hand betätigbare Schrauben

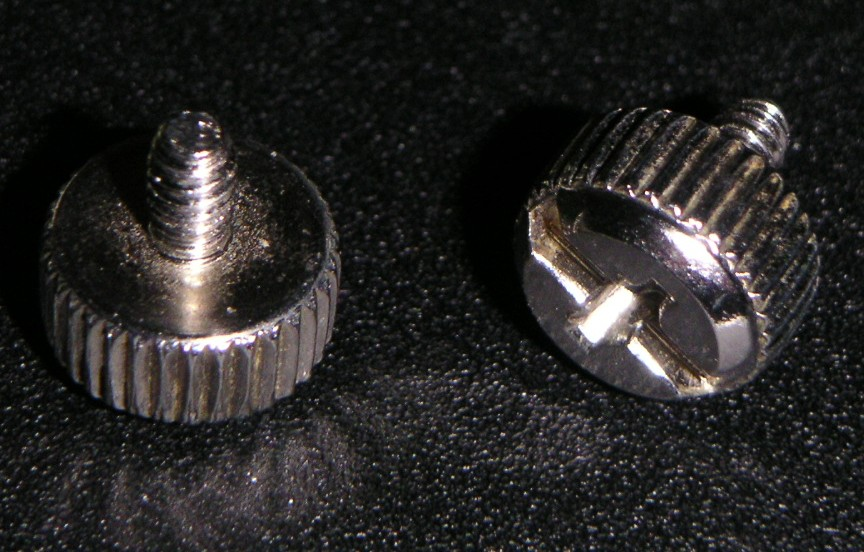
Rändelschraube mit 6-32 UNC-Gewinde, z. B. für Computergehäuse

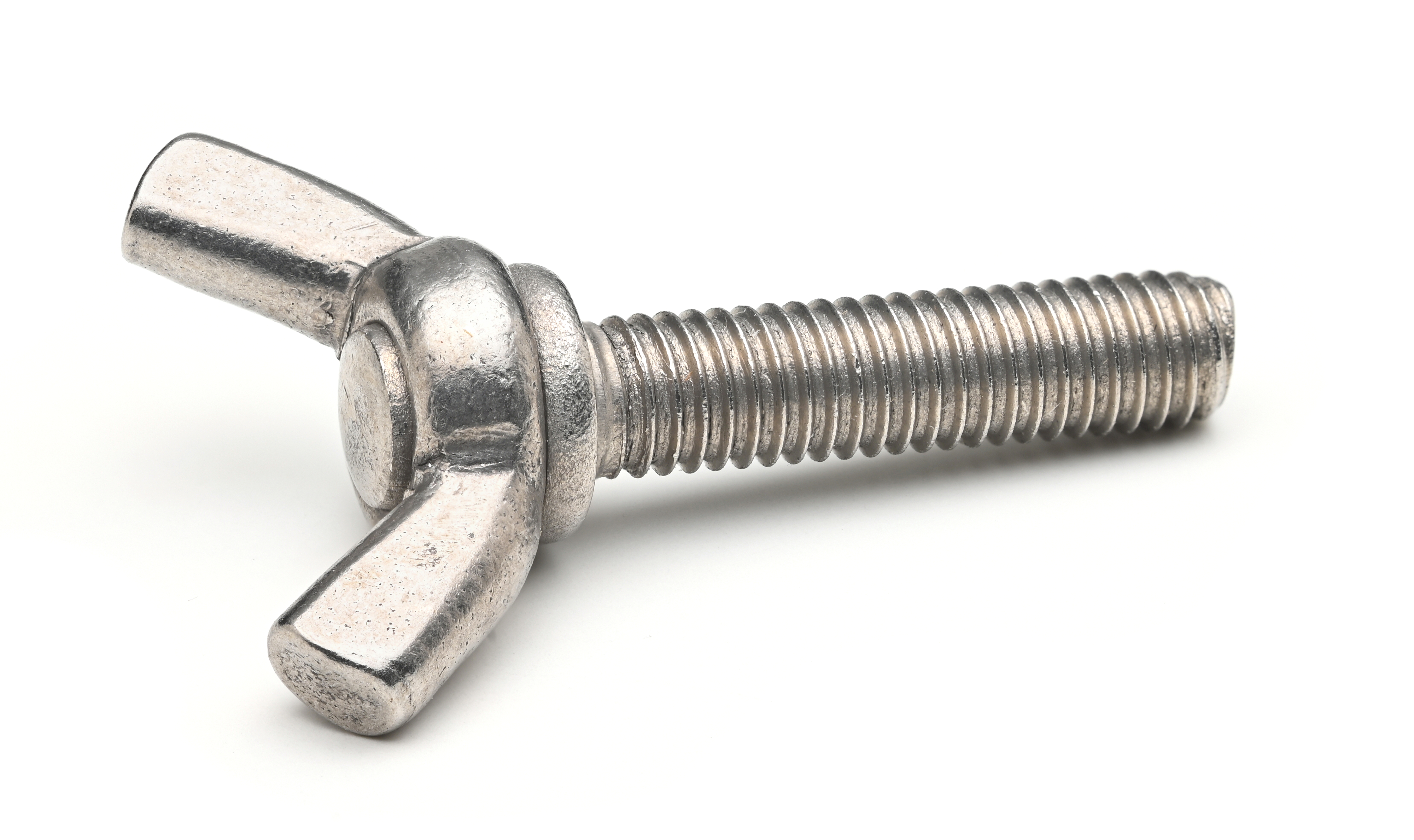
Flügelschraube nach DIN 316, M5×30, aus zwei Teilen hergestellt

- Rändelschrauben, etwa als Stellschrauben an Maschinen
- Flügelschrauben (und Flügelmuttern)
- Knebelschrauben in T-Form. Die Knebel können in beengter Umgebung auch als Klappgriff ausgebildet sein.
- Schraubspindeln mit ergonomischen Metall-, Kunststoff- oder Holzgriffen, etwa an Schraubzwingen
- Spindel oder Oberspindel mit Handrad oder Handknauf, etwa an Absperrventilen
- Bühnenbohrer bzw. Theater-Bohrer sind robuste Schrauben mit angeformtem Handgriff, durch den sie sich schnell in Bühnenboden oder Kulissen schrauben lassen.

## Holzschrauben
Holzschrauben besitzen ein grobes Gewinde, wodurch sie sich auch zum Einschrauben in andere weiche Materialien wie Kunststoff eignen. Holzschrauben werden mit Voll- und mit Teilgewinde angeboten. Schrauben mit Teilgewinde werden meist verwendet, um zwei Holzbauteile fest miteinander zu verschrauben, ohne das obenliegenden Bauteil (zum Einführen der Schraube) vorzubohren. Eine Schraube mit Vollgewinde würde in diesem Fall in beiden Bauteilen gleichmäßig fest sitzen, so dass sich nur eine geringe Presskraft zwischen den Bauteilen erreichen ließe.
Das Gewinde von Holzschrauben wird eingewalzt bzw. eingerollt. Bei der traditionellen Fertigung von Schrauben mit Teilgewinde ergab sich dabei ein Gewindedurchmesser, der ungefähr dem Durchmesser des Schafts entsprach. Holzschrauben hatten früher einen geschlitzten Kopf und wurden nach der Herstellung nicht gehärtet. Da zudem Kern und Schaft der Schraube einen relativ großen Durchmesser und das Gewinde einen großen Flankenwinkel hatte, konnten sie ohne vorzubohren nur in weichem Holz eingeschraubt werden. In härterem Holz mussten zuvor zum Durchmesser von Kern und Schaft passende Bohrungen eingebracht werden, um zu vermeiden, dass die Schraube beim Eindrehen abbrach oder der Antrieb im Schraubenkopf nachgab.
Das Eindrehen von modernen Holzschrauben wurde durch verschiedene Maßnahmen deutlich vereinfacht:
- Schraubenköpfe mit Kreuzschlitz- oder Torx-Aufnahme sitzen fest am Werkzeug, so dass dieses weniger leicht abrutscht.
- Schrauben aus gehärtetem Stahl lassen sich in größerer Länge und mit geringerem Durchmesser fertigen, ohne beim Einschrauben zu brechen.
- Das zum Einschrauben erforderliche Drehmoment verringert sich durch
  - Schrauben mit schlankem Kern und Schaft
  - scharfe Gewindegänge mit kleinem Flankenwinkel
  - Antihaftbeschichtungen
  - Schneiden, Fräsrippen oder scharfe Kanten an der Spitze der Schraube, welche das Holz zerfasern und so die Reibung vermindern
  - Fräsrippen hinter dem Gewinde, welche die Holzfasern zertrennen und vermeiden, dass der Schaft beim Eindrehen im Holz klemmt.

Zu beachten ist, dass als Schrauben-Durchmesser der äußerste Gewindedurchmesser angegeben wird. Die Gewindegänge moderner Holzschrauben haben einen deutlich größeren Durchmesser als der Schaft selber. Der Schaft kann entsprechend deutlich schlanker ausfallen als der angegebene Durchmesser.
Ein schlanker Schaft kann von Nachteil sein, wenn die Schraube nahe des Kopfes auf Biegung oder Scherung beansprucht wird. Dies ist insbesondere der Fall, wenn Bleche und andere Stahlbauteile auf Holzelementen befestigt werden, die durch Zugkräfte parallel zur Holzoberfläche belastet werden. Für diesen Belastungsfall werden Schrauben angeboten, deren Schaft unterhalb des Kopfes verstärkt ist.
Die Gefahr der Spaltung des Holzes ist insbesondere beim Eindrehen von Schrauben nahe dem Rand von Holzbauteilen gegeben. Reduziert wird die Neigung zum Spalten des Holzes durch:
- Vorbohren – vor dem Eindrehen der Schraube wird ein Loch gebohrt, ungefähr entsprechend dem Durchmesser des Schraubenschafts. Meist genügt ein wenige Zentimeter tiefes Loch.
- Zerfaserung des Holzes beim Eindrehen der Schraube durch
  - Bohrkopf an der Spitze der Schraube
  - gegenläufiges Gewinde oder eingeprägte Ringe an der Spitze der Schraube
  - Fräsrippen mittig am Schaft der Schraube
  - Fräsrippen oder Frästaschen unter dem Kopf von Senkkopfschrauben

Moderne Holzschrauben können in Nadelhölzern in der Regel ohne Vorbohren eingedreht werden. Bei Schraubverbindungen nahe dem Rand des Werkstücks sollte jedoch generell vorgebohrt werden, ebenso bei der Verwendung von Harthölzern, um das Abscheren des Schraubenkopfes durch den hohen Eindreh-Widerstand zu vermeiden.
Folgende Durchmesser werden für moderne Holzbauschrauben beim Vorbohren empfohlen:
| Gewinde- außendurchmesser | Nadelholz | Hartholz |
| ------------------------- | --------- | -------- |
| 04                        | 2,5       | 3        |
| 04,5                      | 2,5       | 3,5      |
| 05                        | 3         | 3,5      |
| 06                        | 4         | 4        |
| 07                        | 4         | 5        |
| 08                        | 5         | 6        |
| 10                        | 6         | 7        |
| 12                        | 7         | 8        |
| 14                        | 8         | 9        |

### Spezielle Bauformen

#### Dielenschraube, Terrassenschraube (Hartholzschraube)
Dielenschrauben haben einen besonders schmalen Kopf. In ausreichend dicke Dielenbretter wird der Kopf soweit eingeschraubt, bis er unter der Holzoberfläche verschwindet. Die elastischen Fasern von Nadelholz schließen sich über dem Kopf wieder zusammen, so dass dieser später kaum noch zu sehen ist. Bei dünneren Brettern und weniger elastischen Holzarten sollte die Schraube auf den letzten Millimetern von Hand angezogen werden, so dass der Schraubenkopf bündig mit der Holzoberfläche abschließt. Auch dann ist er oft kaum noch zu sehen. Soll die Oberfläche nach dem Verlegen abgeschliffen werden, sollten die Schraubenköpfe entsprechend um einen oder zwei Millimeter versenkt werden.
Terrassenschrauben werden meist aus Edelstahl gefertigt, um der Witterung und den in manchen widerstandsfähigen Holzarten enthaltenen Säuren widerstehen zu können.
Hartholzschrauben haben ebenfalls einen kleineren Kopf und sind häufig aus Edelstahl gefertigt. Aufgrund der Härte des Holzes reicht der schmale Kopf aus, um den vorgesehenen Anpressdruck erzeugen zu können. Häufig sind die Köpfe leicht abgerundet bzw. ballig und können dekorativ wirken, wenn sie gleichmäßig tief eingeschraubt werden. Der Übergang zum Holz wird sehr gleichmäßig, wenn etwa mit dem Forstnerbohrer eine Senkbohrung für den Schraubenkopf vorgenommen wird.
Dielen- und Terrassenschrauben mit Fixiergewinde besitzen neben dem Teilgewinde ein zweites, kürzeres Gewinde unmittelbar unterhalb des Kopfs. Das kurze obere Gewinde verhindert, dass sich die Diele nach einer eventuellen Schrumpfung des Holzes entlang des Schafts bewegt und Knarzgeräusche hervorruft.
 Schrauben mit Fixiergewinde erzeugen eine weniger starke Pressung zwischen dem aufliegenden Dielenbrett und der Unterkonstruktion als Schrauben mit gewöhnlichem Teilgewinde. Dies stellt bei waagerecht verlegten Hölzern keinen Nachteil dar, da diese kaum in horizontaler Richtung belastet werden. Für den Fall, dass eine starke Pressung zwischen den Bauteilen erwünscht ist, werden auch Schrauben angeboten, deren Fixiergewinde eine geringere Steigung aufweist als das Hauptgewinde.

#### Justierschraube (Abstandsschraube, Fassadenschraube)
Diesen Schrauben werden unterhalb des Kopfes einige scharfkantige Ringe eingeprägt, die im Längsschnitt ein Sägezahnprofil aufweisen. Dadurch verkrallen sich die Ringe wie Widerhaken im Holz. Zwischen den Ringen und dem eigentlichen Gewinde befindet sich meist ein glatter Schraubenschaft. Werden dünne Latten, Bretter, Paneele oder Holzwerkstoffplatten mit dieser Schraube auf einer unebenen Unterkonstruktion befestigt, so kann die Schraube nach dem anfänglich vollständigen Eindrehen wieder um einige Gewindegänge zurückgedreht werden, um einen Ausgleich der Unebenheiten zu ermöglichen. Das aufliegende Material wird dabei von den gezahnten Ringen um das gewünschte Maß vom Untergrund abgehoben.
Zu beachten ist die verringerte Tragkraft der Schrauben bei dieser Anwendung. Das zu befestigende Bekleidungsmaterial muss gegebenenfalls gesondert abgestützt werden.

## Metallschrauben

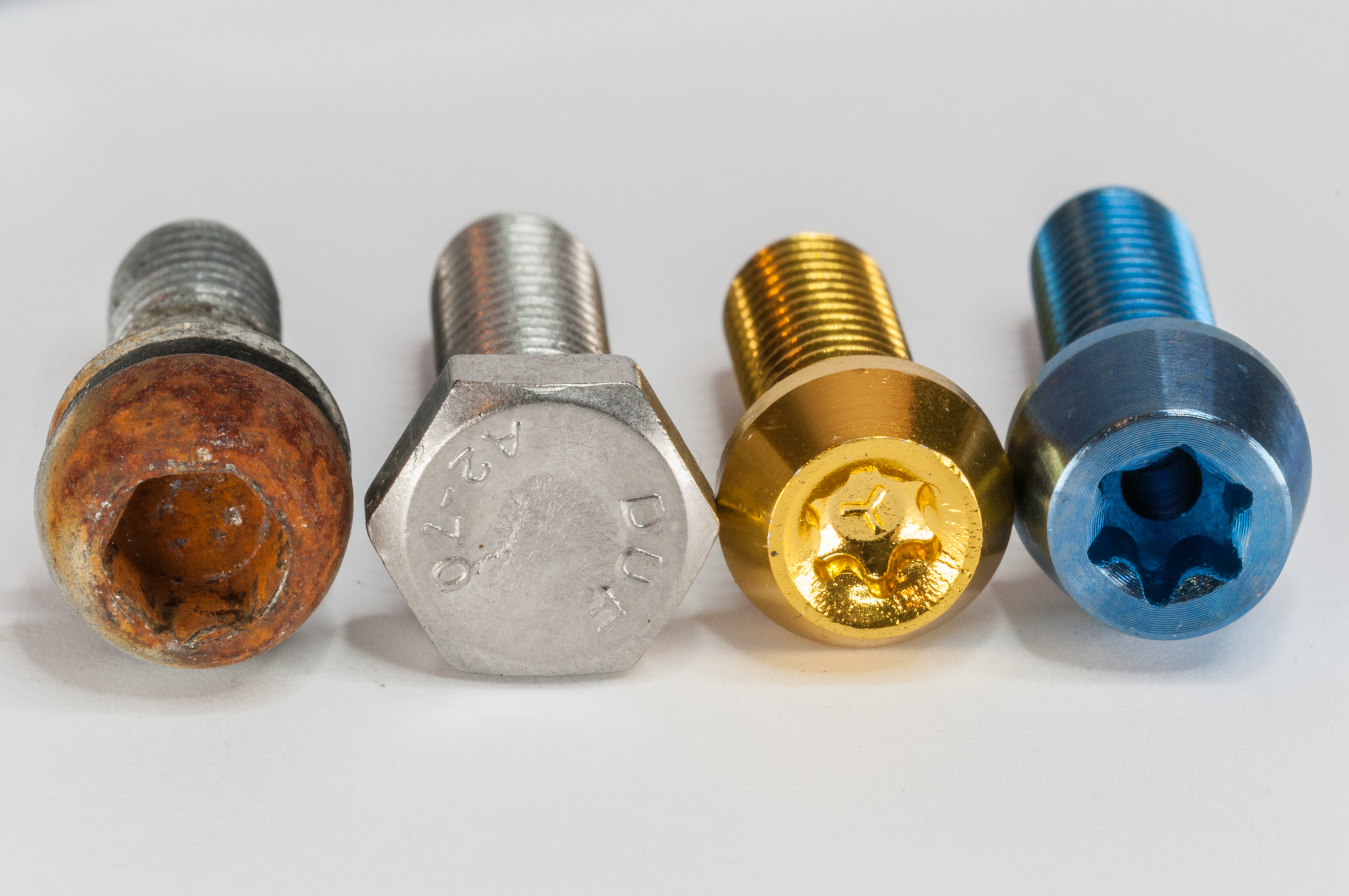
Maschinenschrauben mit verschiedenen Köpfen: links: korrodierter Rundkopf mit Innensechskant, Mitte links: Sechskantkopf, rostfreier Stahl, rechts: eine golden eloxierte Aluminiumschraube und eine blaue Titanschraube, beide mit kegligem Kopf und Torx-Antrieb

### Kennzeichnung, Festigkeitsklassen

Angabe der Festigkeitsklasse auf einem Schraubenkopf

Die Kennzeichnung der Sechskant- und Innensechskantschrauben ab M5 erfolgt auf dem Schraubenkopf, auf dem das Herstellerkurzzeichen und die Festigkeitsklasse angegeben sind, bei Schrauben aus nichtrostendem Stahl zusätzlich A2 oder A4.
Bei der vollständigen Bezeichnung werden alle relevanten Daten angegeben, ein Beispiel ist:
- „ISO 4014 – M10 × 60 – 8.8 – A2E“ Aus der Bezeichnung ist aufgrund der ISO-Norm ISO 4014 (metrisches ISO-Gewinde bzw. Regelgewinde) herauszulesen, dass es sich um eine Sechskantschraube mit Schaft und einem Nenndurchmesser von 10 mm, sowie einer Länge von 60 mm und der folgend erklärten Festigkeitsklasse 8.8 handelt. Die Schraube hat einen galvanischen Überzug mit dem Überzugsmetall Zink (A), Schichtdicke 5 μm (2) mit Glanzgrad blank, keine Farbe (E); bezeichnet nach EN ISO 4042.
- „ISO 8765 – M20 × 2 × 60 – 8.8“ Der Kennzeichnung dieser Sechskantschraube ist noch die Steigung 2,0 mm hinzugefügt. Damit handelt es sich nicht um ein Regelgewinde (Steigung 2,5 mm), sondern um ein Feingewinde. Zusätzliche Kennwerte, wie Flanken- und Kerndurchmesser, Spannungs- und Kernquerschnitt, sowie Steigungswinkel kann man mithilfe der DIN 13 bestimmen.

Aus der Festigkeitsklasse bei Stahlschrauben lassen sich die Zugfestigkeit Rm und die Streckgrenze Re errechnen.
Als Beispiel die Festigkeitsklasse 8.8:
- Rm wird errechnet, indem die erste Zahl mit 100 multipliziert wird: 8 N/mm2 × 100 = 800 N/mm2 minimale Zugfestigkeit,
- Re, indem man beide Zahlen miteinander multipliziert und das Ergebnis noch einmal mit zehn multipliziert: (8 × 8) N/mm2 = 64 N/mm2, 64 N/mm2 × 10 = 640 N/mm2 Mindeststreckgrenze. In diesem Fall wird bei 80 % der Zugfestigkeit (hier beginnt die Einschnürung der Schraube und die maximal übertragbare Kraft ist hier am größten) die Streckgrenze (ab hier treten irreversible Verformungen auf) erreicht, und die Verformung geht vom elastischen in den plastischen Bereich über. Wird die Schraube darüber hinaus belastet, ist das Material dauerhaft verformt und die Schraube ist dauerhaft verlängert. Eine so beanspruchte Schraube ist unbrauchbar geworden und zu entsorgen.

Gemäß der Normung für mechanische und physikalische Eigenschaften (EN ISO 898-1) sind die Festigkeitsklassen 4.6, 4.8, 5.6, 5.8, 6.8, 8.8, 10.9 und 12.9 gebräuchlich.
Bei Schraubentypen mit – aufgrund der Geometrie – reduzierter Belastbarkeit (Schwachkopfschrauben) wird seit 2009 der Festigkeitsklasse ein „0“ vorangestellt, also z. B. „08.8“ oder „010.9“. Betroffen sind u. a. Zylinderschrauben mit Innensechskant und niedrigem Kopf, Flachkopfschrauben und Senkschrauben.
| Festigkeits- klasse | Zugfestigkeit Rm in N/mm2 | Streckgrenze Re in N/mm2 | Anmerkung |
| ------------------- | ------------------------- | ------------------------ | --- |
| 04.6                | 400                       | 240                      | |
| 04.8                | 400                       | 320                      | |
| 05.6                | 500                       | 300                      | |
| 05.8                | 500                       | 400                      | |
| 06.8                | 600                       | 480                      | |
| 08.8                | 800                       | 640                      | Schrauben dieser Festigkeitsklassen (hauptsächlich 10.9) sind auch für „Hochfeste planmäßig vorspannbare Schraubenverbindungen für den Metallbau“ (ugs. HV-Schrauben) nach EN 14399 erhältlich. |
| 10.9                | 1000                      | 900                      | Schrauben dieser Festigkeitsklassen (hauptsächlich 10.9) sind auch für „Hochfeste planmäßig vorspannbare Schraubenverbindungen für den Metallbau“ (ugs. HV-Schrauben) nach EN 14399 erhältlich. |
| 12.9                | 1200                      | 1080                     | Schrauben dieser Festigkeitsklassen (hauptsächlich 10.9) sind auch für „Hochfeste planmäßig vorspannbare Schraubenverbindungen für den Metallbau“ (ugs. HV-Schrauben) nach EN 14399 erhältlich. |

In der Industrie kommt sehr häufig die Klasse 8.8 zur Verwendung. Die Klassen 4.6, 4.8, 5.6 und 5.8 werden hauptsächlich bei Massenwaren und gering beanspruchten Verbindungen eingesetzt. Ausnahme sind Flanschverbindungen im Rohrleitungsbau, hier werden die Klassen 4.6 und 5.6 auf Grund ihrer erhöhten Bruchdehnung häufig vorgeschrieben (z. B. Druckgeräterichtlinie 97/23/EU oder AD 2000-Merkblatt W7:2008-05). 10.9 und 12.9 werden vor allem für berechnete und definiert vorgespannte Schraubverbindungen verwendet.
In Baumärkten hingegen wird vielfach die Festigkeitsklasse 4.6 angeboten.
Für Schrauben aus nichtrostendem Stahl wird die Qualität und Festigkeitsklasse auf dem Schraubenkopf angegeben. Diese sind z. B. A (für austenitischen Stahl), 1 bis 5 (Sorte) sowie 50 (weich), 70 (kaltverfestigt) oder 80 (hochfest), zum Beispiel A2-70 oder A5-80. Weitere mechanische Eigenschaften von nichtrostenden Schrauben sind in ISO 3506-1 beschrieben.
Vorwiegend werden die Qualitäten A2 allgemein und A4 für erhöhte Korrosionsbeanspruchungen verwendet. Diese Qualitäten werden umgangssprachlich auch heute noch mit den von Krupp geprägten Werksbezeichnungen „V2A“ und „V4A“ benannt. In besonderen Fällen kommen auch Schrauben aus den Werkstoffen mit den Werkstoffnummern 1.4439 oder 1.4462 zum Einsatz, beispielsweise im Offshore-Bereich. „Nichtrostende“ (eigentlich: korrosionsarme) Schrauben haben einen silbrig-matten Glanz und sind oft (sofern austenitisch) nicht ferromagnetisch.

### Mechanik einer Schraubverbindung

Schraubenverbindung zweier Platten
links: Durchsteckschraube
rechts: Einziehschraube (Innengewinde in unterer Platte)

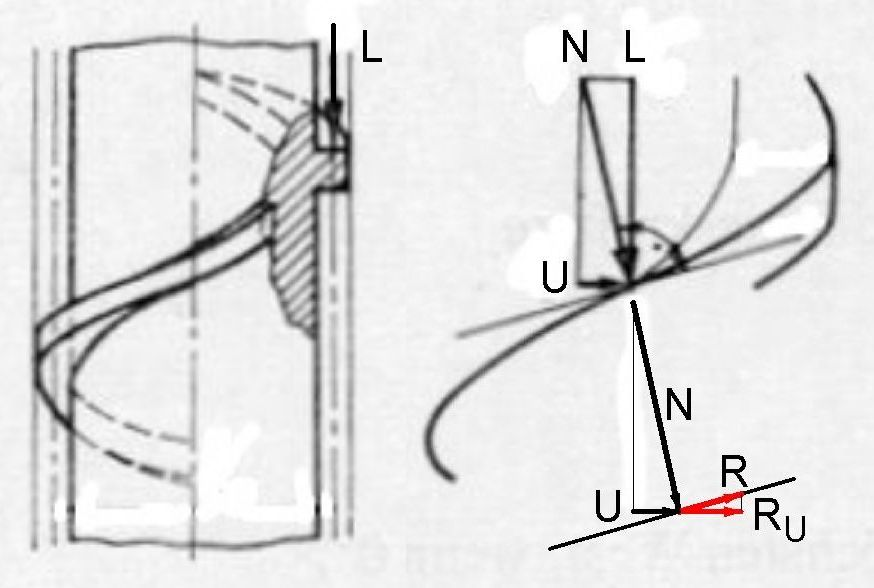
Kraftverhältnisse am Schraubengang einer in Längsrichtung belasteten Schraube mit Flachgewinde
(bei 60°-Spitzgewinde wirkt L/cos30° anstatt L auf die Flanke)

Die Flanken des Schraubengewindes bilden mit dem Mutterngewinde eine senkrecht zu den Flanken wirkende formschlüssige Verbindung. In Richtung der Flanken sind beide Teile gegeneinander beweglich bzw. um ihre gemeinsame Mittenachse drehbar. Werden die Teile gegeneinander „angezogen“, so entsteht eine in Normalenrichtung zwischen den einander zugekehrten Flankenflächen wirkende Kraft (N, siehe rechts stehende Abbildung) und infolge der Reibung zwischen beiden ein Kraftschluss gegen das Drehen. Die Normalkraft N wird durch die Längskraft L und die Umfangskraft U erzeugt. Im Gleichgewichtszustand nach dem Anziehen wird die Rolle der notwendigen Umfangskraft U von der (Ruhe-)Reibung (Kraft R) zwischen den mit der Normalkraft N aufeinander gepressten Flanken übernommen. Die Komponente Ru von R ist bei üblicher Gewindesteigung (in nebenstehender Abbildung übertrieben steil dargestellt) immer größer als U, und der bestehende Kraftschluss gegen Losdrehen ist ausreichend. Es besteht Selbsthemmung.
Die Längskraft L berechnet sich zu:
{\displaystyle L=\eta \cdot {FH}{\frac {SL}{ST}}\cdot {2}\pi }

mit

{\displaystyle L} – Längskraft bzw. Vorspannkraft der Schraube

{\displaystyle \eta } – Wirkungsgrad der Schraubverbindung, z. B. 0,6

{\displaystyle {SL}} – Länge des Schraubenschlüssels

{\displaystyle {ST}} – Gewindesteigung

{\displaystyle {FH}} – Handkraft

Das Anzugsdrehmoment {\displaystyle M}, welches oft bei Schraubverbindungen vorgeschrieben ist, beträgt
{\displaystyle M={FH}\cdot {SL}}
Die Längskraft L bleibt infolge einer kleinen elastischen Verformung des Schraubenschaftes und der beteiligten Werkstücke als elastische Kraft (Vorspannkraft) in der Schraubenverbindung gespeichert. Der Schraubenschaft wird dabei gedehnt und die Werkstücke gestaucht. Die Schraubenverbindung wirkt wie eine gespannte harte Feder, die den Kraftschluss erzeugt. Dieser kann durch Kriechen (langsame plastische Verformung der Materialien, vor allem bei Kunststoff) verloren gehen. Durch Vibrationen kann es auch zum selbsttätigen Lösen kommen, weshalb in solchen Fällen meistens eine Schraubensicherung (formschlüssig gegen Drehen) nötig ist.
Eine ausreichend dauerhaft sichere Verbindung nach dem Kraftschluss-Prinzip ist nur die besonders weiche Dehnschrauben-Verbindung (mit Metallschraube), die zum Beispiel zwischen Zylinderkopf und Motorblock in Verbrennungsmotoren angewendet wird und ohne zusätzliche (formschlüssige) Schraubensicherung auskommt. Der Schaft einer solchen Schraube ist extra lang, um als weiche Feder zu wirken und Kriechen unwirksam zu machen.
Die in den Schraubenschaft über die Ringfläche unter dem Kopf eingeleitete Kraft und die über das Gewinde eingeleitete Gegenkraft erzeugen in ihm Zugspannungen. Wegen des Reibungswiderstandes gegen das Verdrehen im Gewinde werden im Schaft auch Torsionspannungen erzeugt. Scherbeanspruchung kann entstehen, wenn sich zwei zusammengeschraubte Teile quer bewegen, Biegebeanspruchung, wenn die Fläche unter dem Kopf (oder/und der Mutter) nicht rechtwinklig zum Schaft ist. Das Gewinde stellt eine Kerbung der Oberfläche dar, wodurch die Belastbarkeit des Schafts auf Zug, Scherung und Torsion gegenüber einem glatten Bolzen herabgesetzt ist. Im Maschinenbau gibt die VDI-Richtlinie 2230 aus dem Jahre 2003 grundlegende Hinweise zur Dimensionierung.
Die Kraftübertragung auf den Gewindeflanken ist nicht gleichmäßig über die ganze in Kontakt befindliche Gewindelänge verteilt:
Schraube und Mutter werden in normalen Verschraubungen entgegengesetzt elastisch verformt. Die Mutter wird gestaucht, der Schraubenschaft gedehnt. Dadurch nehmen beide Teile bei niedrigen Lasten unterschiedliche Gewindesteigung an, wodurch die ersten Gänge den größten Teil der Kraft übertragen (der erste Gang etwa ein Drittel). Mit zunehmender Belastung beginnen die hoch belasteten Gewindegänge zu plastifizieren und die niedrig belasteten Gewindegänge übernehmen einen höheren Anteil der auf die Schraube wirkenden Kraft. Bei niedrigen Einschraubtiefen erfolgt vor dem Gewindeversagen eine gleichmäßige Lastverteilung über die Gewindegänge. Bei hohen Einschraubtiefen versagt die Schraube vor dem Gewinde, noch bevor sich eine gleichmäßige Lastverteilung über die Gewindegänge eingestellt hat. Man verwendet bei besonders belasteten Schraubverbindungen besonders kerbzähes Material und erreicht durch leicht geringere Steigung der Schraube im Einschraubbereich dort eine gleichmäßigere Lastverteilung im elastischen Bereich.

## Sonderbauformen

### Sicherheitsschrauben
Um unerwünschten Zugriff zu erschweren, werden Schrauben mit außergewöhnlichen Antrieben am Kopf verwendet:
- Innensechskant-TR, Innensechskant mit zentralem Dorn
- Pentalob, von der Firma Apple ab dem iPhone 4 und ab 2010 sukzessive in MacBooks verwendet
- Torq-Set, Profil mit versetztem Kreuz, in der Luftfahrttechnik weit verbreitet
- Torx-TR (Tamper Resistant = manipulationssicher, Torx mit zentralem Dorn)
- Torx Plus Security, Torx mit zentralem Dorn und fünf anstatt sechs Spitzen
- Tri-Wing, in der Luftfahrttechnik verbreitet

Da unabhängige Hersteller entsprechende Schraubenzieher nach einiger Zeit auf den Markt bringen, besteht immer wieder Anlass für die Einführung einer neuen außergewöhnlichen Form.
Schraubenköpfe mit Schlitzen, deren linke Fläche schräg ist, lassen sich nur einschrauben, jedoch nicht lösen (Beispiel: Einweg-Schlitz).

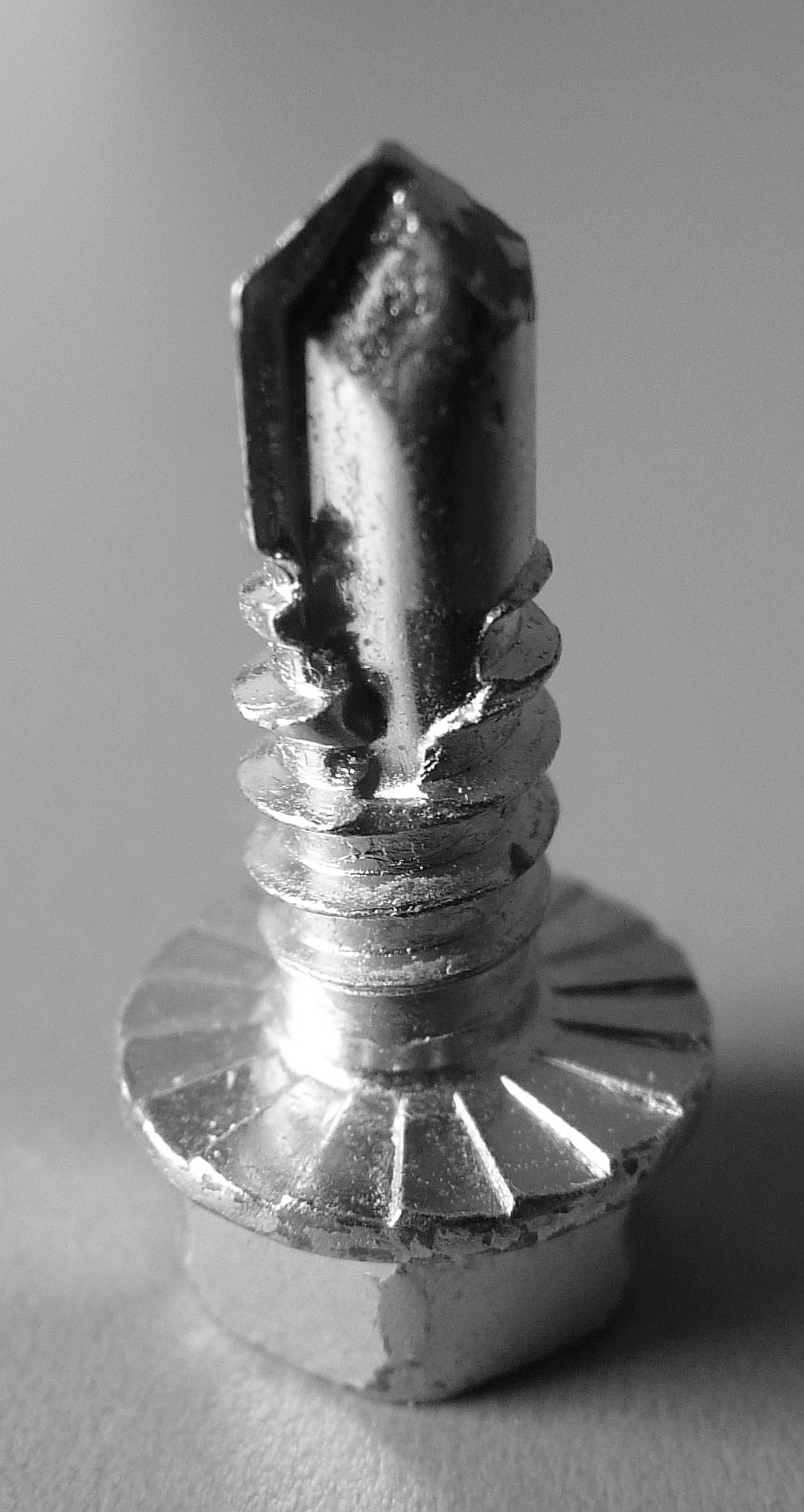
Scheibenkopfschraube mit Unterkopfverzahnung als Bohrschraube

### Schrauben ohne Kopf
Gewindestangen, Gewindestifte, Gewindebolzen und Stockschrauben besitzen häufig keine besondere Profilierung, die zum Ansetzen eines Werkzeugs dient, und werden dann mit der Hand, mit einem Schlüssel mit entsprechendem Innengewinde oder mit einer Zange mit gezahnten Backen eingedreht. Beim Ansetzen einer Zange verformen sich die Gewindegänge, wodurch die spätere Verwendung erschwert werden kann.
Viele Schrauben ohne Kopf, insbesondere Stift- bzw. Madenschrauben, besitzen an einem Ende ein Senkloch zur Aufnahme eines Innensechskant- oder Innensechsrund-Antriebs.
Gewindestifte, -bolzen sowie Stockschrauben können zusätzlich oder alternativ seitliche Abflachungen zum Ansetzen eines Maulschlüssels oder einer Mutternzange aufweisen.
Stift- bzw. Madenschrauben werden auch mit einem Schlitz zur Aufnahme eines gewöhnlichen Schraubenziehers gefertigt. Soweit die neben dem Schlitz verbleibenden Segmente des Gewindes noch nicht vollständig in ein Außengewinde eingedreht wurden, können sie nur eine geringe Kraft übertragen, ohne zu brechen.
Gewindestifte bzw. Gewindebolzen können einen mittigen Absatz besitzen, der als Anschlag oder zur Betätigung dient. 
Gewindestangen, die je zur Hälfte ein Links- und ein Rechtsgewinde besitzen, können in Spannschlössern oder etwa zwischen den beiden Schenkeln eines Zirkels zur Feinjustage eingesetzt werden. 
Madenschrauben bzw. Stiftschrauben werden häufig zum Fixieren von Türgriffen auf dem als Achse dienenden Vierkant eingesetzt. 
Kürzere Gewindestangen werden meist als Gewindestift oder Gewindebolzen bezeichnet, wobei Gewindestifte tendenziell einen geringeren Durchmesser besitzen als Gewindebolzen.
Gewindebolzen dienen zur Verbindung des Zylinderkopfes mit dem Motorblock bei Kolbenmotoren. 
Stockschrauben sind Gewindestangen, die sowohl ein metrisches (Maschinen-)Gewinde als auch ein grobes (Holz-)Gewinde besitzen.
Sie werden häufig zur Befestigung von Objekten und haustechnischen Installationen im Baubereich eingesetzt, indem das Grobgewinde entweder in Holz oder in einen Metall- oder Kunststoffdübel geschraubt wird. Der Vorteil gegenüber einer gewöhnlich Schraube besteht darin, dass die Stockschraube vorinstalliert werden kann, um anschließend das metrische Gewinde nach Bedarf zu verlängern oder zu verkürzen. Auch können schwere Objekte bei der Installation bereits auf der Stockschraube abgestützt werden, während die Befestigungsmutter auf das metrische Gewinde der Stockschraube gedreht wird.

### Geräteschrauben in der Elektroinstallation
sind Schrauben zum Befestigen von Einsätzen in Elektro-Installationsdosen („Gerätedosen“), z. B. Unterputzdosen. Sie ähneln gängigen Holzschrauben, haben aber oft ein etwas feineres Gewinde (etwa 7 Gewindegänge pro cm statt 5,5).  Gängige Geräteschrauben haben einen Durchmesser von 3,2 mm und sind in Längen bis 40 mm erhältlich. Sie sind häufig aus relativ weichem Metall gefertigt, so dass sie einfach mit einem Seitenschneider gekürzt werden können.

### Gewindeformende Schrauben

#### Gewindeprägende Schrauben
Gewindeprägende Schrauben nach DIN 7500 bilden wie Gewindeformer selbsttätig ein Gewinde in einer Bohrung oder einem Sackloch aus, ohne einen Span zu produzieren. Sie sind meist zur Verwendung in plastisch verformbaren Materialien bis zur Brinellhärte 135 HB bzw. Zugfestigkeit von Rm = 450 N/mm² geeignet. Zum Einschrauben ist ein erhöhtes und linear ansteigendes Drehmoment notwendig. Schrauben zur Verwendung in harten Werkstoffen werden meist an der Oberfläche vergütet und sind dadurch teurer als metrische Normschrauben. Insgesamt können Kosten eingespart werden, da das gesonderte Schneiden des Gewindes entfällt und auch eine Sicherung gegen Vibration nicht notwendig ist. In vielen Materialien ist ein geformtes Gewinde haltbarer als ein geschnittenes, da es sich der Schraube anpasst und gegebenenfalls eine Kaltverfestigung eintritt. Um das Ansetzen der Schraube zu erleichtern, haben selbstformende Schrauben oft eine konische Spitze, manche besitzen ein leicht dreikantiges (trilobulares) Profil, zur Reduzierung der Reibung.

#### Gewindeschneidende Schrauben
besitzen Nuten ähnlich einem Gewindebohrer und können in weichen Materialien wie Aluminium eingesetzt werden.

#### Blechschrauben
Blechschrauben und Schrauben für Kunststoff formen ebenfalls ein Gewinde. Schrauben für weiche Kunststoffe weisen eine ähnlich grobe Gewindesteigung auf wie Holzschrauben. Gewinde für Blech sowie für harte Kunststoffe haben in der Regel eine Steigung, die zwischen derjenigen von Holz- und der von Metallschrauben liegt. Im Gegensatz zu Holzschrauben besitzen sie jedoch oft keine ausgeprägte Spitze und werden selten mit Senkkopf gefertigt.

#### Bohrschrauben
Bohrschrauben sind an ihrer Spitze mit zwei Bohrschneiden ausgestattet, die geeignet sind, in Werkstücke ein Loch zu schneiden, in welchem sich das nachfolgende Gewinde selbsttätig verankert. Ebenso wie Blechschrauben besitzen Bohrschrauben ein grobes Gewinde, denn sie eignen sich überwiegend zur Verwendung in dünnen oder weichen Materialien. In dickerem Material ist eine ausreichende Spanabfuhr beim Bohren nicht möglich. In zähen Materialien können Gewinde nur mit spezialisierten Werkzeugen geschnitten werden.

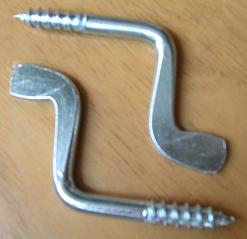
Wiener Vorreiber für Holz

 Bohrschrauben beschleunigen die Arbeit, da das vorherige Bohren eines Lochs entfällt. Beim Verbinden von mehreren Werkstücken aus zähem Material ist darauf zu achten, dass die Länge des Bohrkopfes mindestens der Gesamtdicke der zu verbindenden Materialien entspricht. Sonst greifen die Gewindegänge bereits, bevor die Bohrung fertiggestellt ist, wodurch die Werkstücke auseinandergetrieben würden.
 Bei erhöhtem Korrosionsrisiko sind Schrauben aus rostfreiem Stahl zu verwenden. Rostfreier Stahl lässt sich weniger gut härten. Daher eignen sich diese Bohrschrauben nur zur Verwendung mit Aluminiumwerkstoffen (wobei jedoch zu beachten ist, dass dadurch galvanische Korrosion begünstigt wird).

## Schraubennormen (Auswahl)

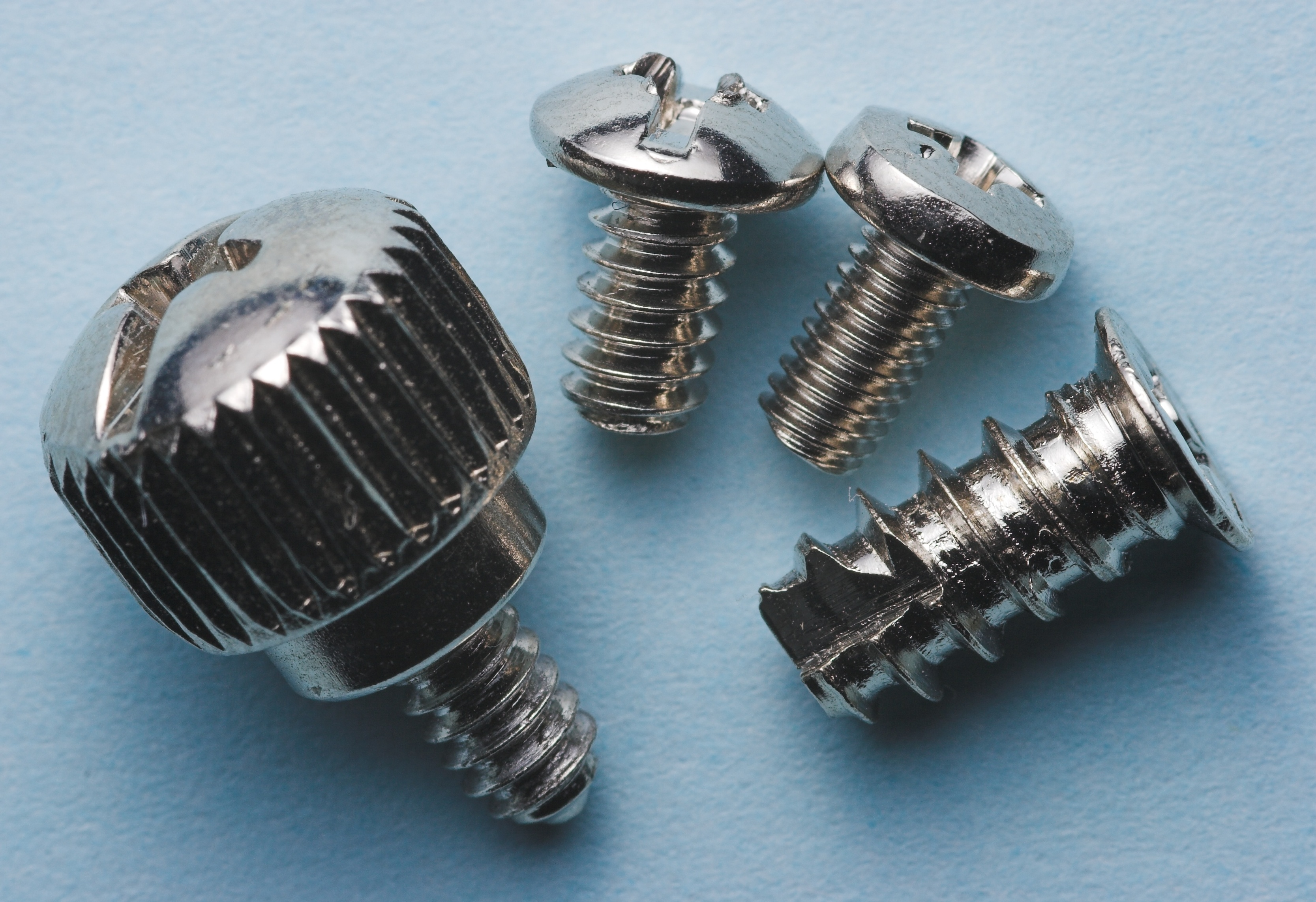
Gängige Schrauben in Computergehäusen

Hammerkopfschraube

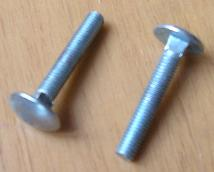
Flachrundschraube mit Vierkantansatz nach DIN 603, umgangssprachlich Schloss- oder Torbandschraube

Gewindestift mit Innensechskant

Metallschrauben haben meist ein metrisches ISO-Gewinde; im englischsprachigen Raum ist auch das Whitworth-Gewinde noch verbreitet.
Für bestimmte Schraubenformen und -Kopfformen gibt es detaillierte Normen:
- Sechskantkopf
  - Sechskantschraube mit Schaft ISO 4014 (alt: DIN 931)
  - Sechskantschraube mit Gewinde bis Kopf ISO 4017 (alt: DIN 933)
  - Sechskantschraube mit Schaft, Feingewinde 8 × 1 bis 100 × 4, ISO 8765 (alt: DIN 960)
  - Sechskantschraube mit Feingewinde 8 × 1 bis 100 × 4 bis Kopf, ISO 8676 (alt: DIN 961)
  - Sechskant-Passschraube für Stahlbaukonstruktionen (Lochspiel von höchstens 0,3 mm) DIN 7968
  - Sechskant-Schraube für Stahlbaukonstruktionen DIN 7990
  - Sechskant-HV-Schraube für Stahlbaukonstruktionen (hochfeste Verbindung) EN 14399 (alt: DIN 6914)
  - Sechskant-Holzschraube DIN 571 (Wiener Schraube)
  - Sechskant-Blechschraube ISO 1479 (alt: DIN 7976)
- Vierkantkopf
  - Vierkantschraube mit Bund DIN 478
  - Vierkantschraube mit Kernansatz DIN 479
  - Vierkantschraube mit Ansatzkuppe DIN 480
- Zylinderkopf
  - Zylinderschraube mit Innensechskant ISO 4762 (alt: DIN 912)
  - Zylinderschraube mit Innensechskant, niedriger Kopf, mit Schlüsselführung DIN 6912
  - Zylinderschraube mit Innensechskant, niedriger Kopf DIN 7984
  - Zylinderschraube mit Schlitz ISO 1207 (alt: DIN 84)
  - Zylinder-Blechschraube mit Schlitz ISO 1481 (alt: DIN 7971)
  - Zylinderschraube mit Innensechskant mit metrischem Feingewinde EN ISO 12474
  - Zylinderschrauben mit Innensechsrund ISO 14579
  - Zylinderschrauben mit Innensechsrund, niedriger Kopf ISO 14580
- Senkkopf
  - Senkschraube mit Innensechskant ISO 10642 (alt: DIN 7991)
  - Senkschraube mit Schlitz ISO 2009 (alt: DIN 963)
  - Senk-Holzschraube mit Schlitz DIN 97
  - Senk-Blechschraube mit Schlitz ISO 1482 (alt: DIN 7972)
  - Senkschraube mit Kreuzschlitz ISO 7046 (alt: DIN 965)
  - Senk-Holzschraube mit Kreuzschlitz DIN 7997
  - Senk-Blechschraube mit Kreuzschlitz ISO 7050 (alt: DIN 7982)
  - Senkschraube mit Nase DIN 604 (kann nur von der Seite der Mutter her gelöst werden)
  - Senkschrauben mit Innensechsrund ISO 14581
  - Senkschrauben mit Innensechsrund, hoher Kopf ISO 14582
  - Senk-Blechschrauben mit Innensechsrund ISO 14586
- Linsensenkkopf
  - Linsensenkschraube mit Schlitz ISO 2010 (alt: DIN 964)
  - Linsensenk-Holzschraube mit Schlitz DIN 95
  - Linsensenk-Blechschraube mit Schlitz ISO 1483 (alt: DIN 7973)
  - Linsensenkschraube mit Kreuzschlitz ISO 7047 (alt: DIN 966)
  - Linsensenk-Holzschraube mit Kreuzschlitz DIN 7995
  - Linsensenk-Blechschraube mit Kreuzschlitz ISO 7051 (alt: DIN 7983)
  - Linsensenkschrauben mit Innensechsrund ISO 14584
  - Linsensenk-Blechschrauben mit Innensechsrund ISO 14587
- Rundkopf
  - Halbrund-Holzschraube mit Schlitz DIN 96
  - Halbrund-Holzschraube mit Kreuzschlitz DIN 7996
- Linsenkopf (breiter, niedriger und runder als Zylinderkopf)
  - Linsen-Blechschraube mit Kreuzschlitz ISO 7049 (alt: DIN 7981)
- Hammerkopf
  - Hammerschrauben DIN 261, mit Vierkant DIN 186, und mit Nase DIN 188
  - T-Nutenschrauben DIN 787
- Flachrundkopf (für dekorative und Sicherungszwecke; können nur von der Seite der Mutter her gelöst werden)
  - Flachrundschraube mit Vierkantansatz DIN 603 (gewöhnlich „Schlossschraube“ oder „Torbandschraube“ genannt)
- Gewindestifte (umgangssprachlich in Deutschland als Madenschraube und in Österreich als Wurmschraube bezeichnet)
  - Gewindestift mit Innensechskant und Kegelkuppe ISO 4026 (alt: DIN 913)
  - Gewindestift mit Innensechskant und Spitze ISO 4027 (alt: DIN 914)
  - Gewindestift mit Innensechskant und Zapfen ISO 4028 (alt: DIN 915)
  - Gewindestift mit Innensechskant und Ringschneide ISO 4029 (alt: DIN 916)
  - Gewindestift mit Schlitz und Kegelkuppe DIN 551
  - Gewindestift mit Schlitz und Spitze DIN 553
  - Gewindestift mit Schlitz und Zapfen ISO 7435 (alt: DIN 417)
  - Gewindestift mit Schlitz und Ringschneide DIN 438
- Sonstige Schrauben
  - Augenschrauben DIN 444
  - Flügelschrauben DIN 316
  - Rändelschrauben hohe Form DIN 464
  - Rändelschrauben niedrige Form DIN 653
  - Ringschrauben DIN 580
  - Verschlussschraube mit Innensechskant, kegeliges Gewinde DIN 906
  - Verschlussschraube mit Außensechskant, kegeliges Gewinde DIN 909
  - Verschlussschraube mit Bund und Innensechskant, zylindrisches Gewinde DIN 908
  - Verschlussschraube mit Bund und Außensechskant, schwere Ausführung, zylindrisches Gewinde DIN 910
  - Verschlussschraube mit Bund und Außensechskant, leichte Ausführung, zylindrisches Gewinde DIN 7604
  - Gewinde-Schneidschraube DIN 7513
  - Stiftschrauben, Einschraubende ~2 d DIN 835
  - Stiftschrauben, Einschraubende ~1 d DIN 938
  - Stiftschrauben, Einschraubende ~1,25 d DIN 939
  - Stiftschrauben, Einschraubende ~2,5 d DIN 940

Es gibt noch zahlreiche Spezialschrauben für spezielle Einsatzzwecke, bei denen keine Normschrauben verwendet werden können. Sie unterscheiden sich meist durch ihre Kopf- bzw. Gewindeform (z. B. Blattschraube oder Bohrschraube mit Blechschraubengewinde DIN 7504).
Je nach der Kopfform braucht man den entsprechenden Schraubenschlüssel oder Schraubenzieher zum Drehen der Schraube. Bei vielen Verbindungen soll oder muss ein Drehmomentschlüssel verwendet werden.
Damit sich eine Mutter beim Anziehen nicht ins Material gräbt, sollte sie immer mit Unterlegscheibe verwendet werden. Bei normalfesten Schrauben der Festigkeitsklasse 4.6 (Rohschrauben nach DIN 7990) ist eine Unterlegscheibe am Schraubenkopf nicht nötig. Bei hochfesten Schrauben nach DIN 6914 ist eine Unterlegscheibe auch am Schraubenkopf erforderlich, wenn diese entweder als Passschraube eingesetzt oder planmäßig vorgespannt werden.